# Ekel

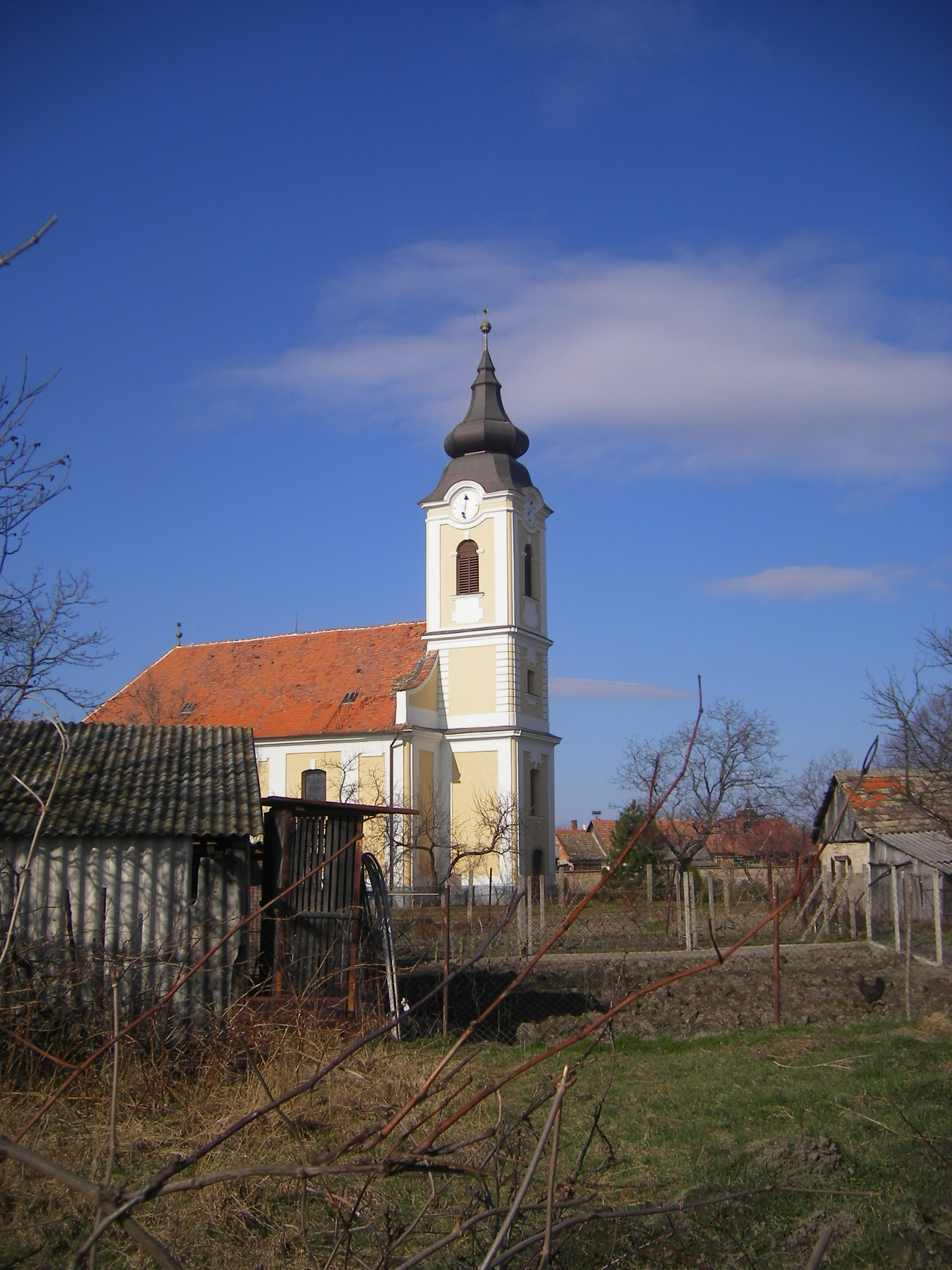
Református templom

Ekel (szlovákul Okoličná na Ostrove) község Szlovákiában, a Nyitrai kerületben, a Komáromi járásban. Mellette van Sturova, magyarul Párkányos.

## Fekvése
Ekel az Alsó-Csallóközben, Nagymegyertől 13 km-re délkeletre, Komáromtól 18 km-re északnyugatra fekszik, a Csallóköz keleti részén. 2 km-re délre halad el a falutól a Pozsony-Komárom közötti 63-as főút és a vasútvonal (állomás). Határában húzódik a Komáromi-főcsatorna.
Keletről Csallóközaranyos, délről Nagykeszi, nyugatról Nemesócsa, északkeletről Megyercs községek határolják. Mellékutak kötik össze Margitmajoron és Violínon keresztül Megyerccsel (9 km), valamint Eklipusztán keresztül Nagykeszivel (6 km). Burkolt mezőgazdasági út vezet Csallóközaranyosra.
Ekel két településrészből áll: Ekel és Margitmajor (Štúrová). Ezenkívül Tulipán, Viharos, Ekelirétek (Okoličná-Lúky) és Margita tartoznak hozzá.

## Élővilága

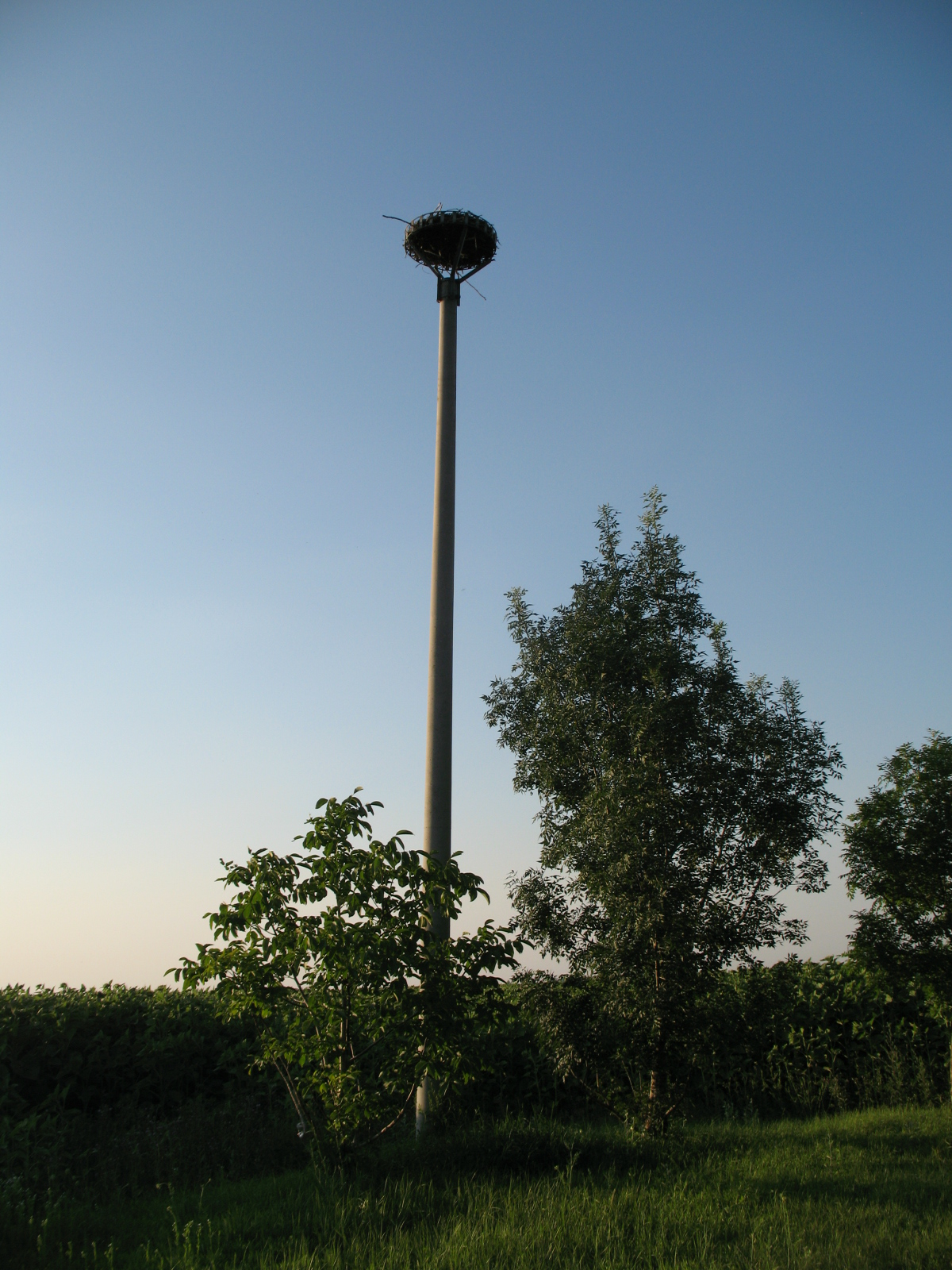
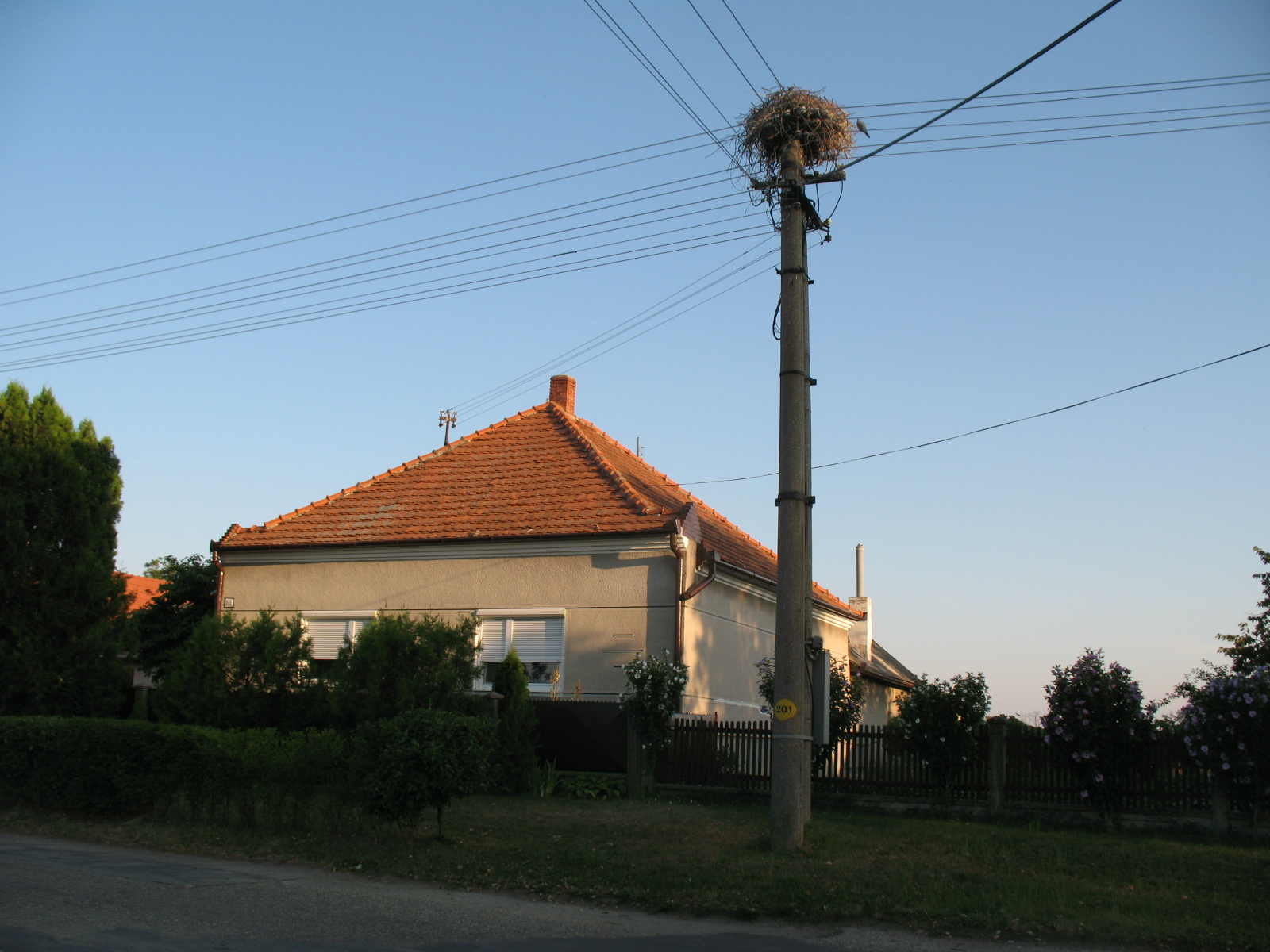
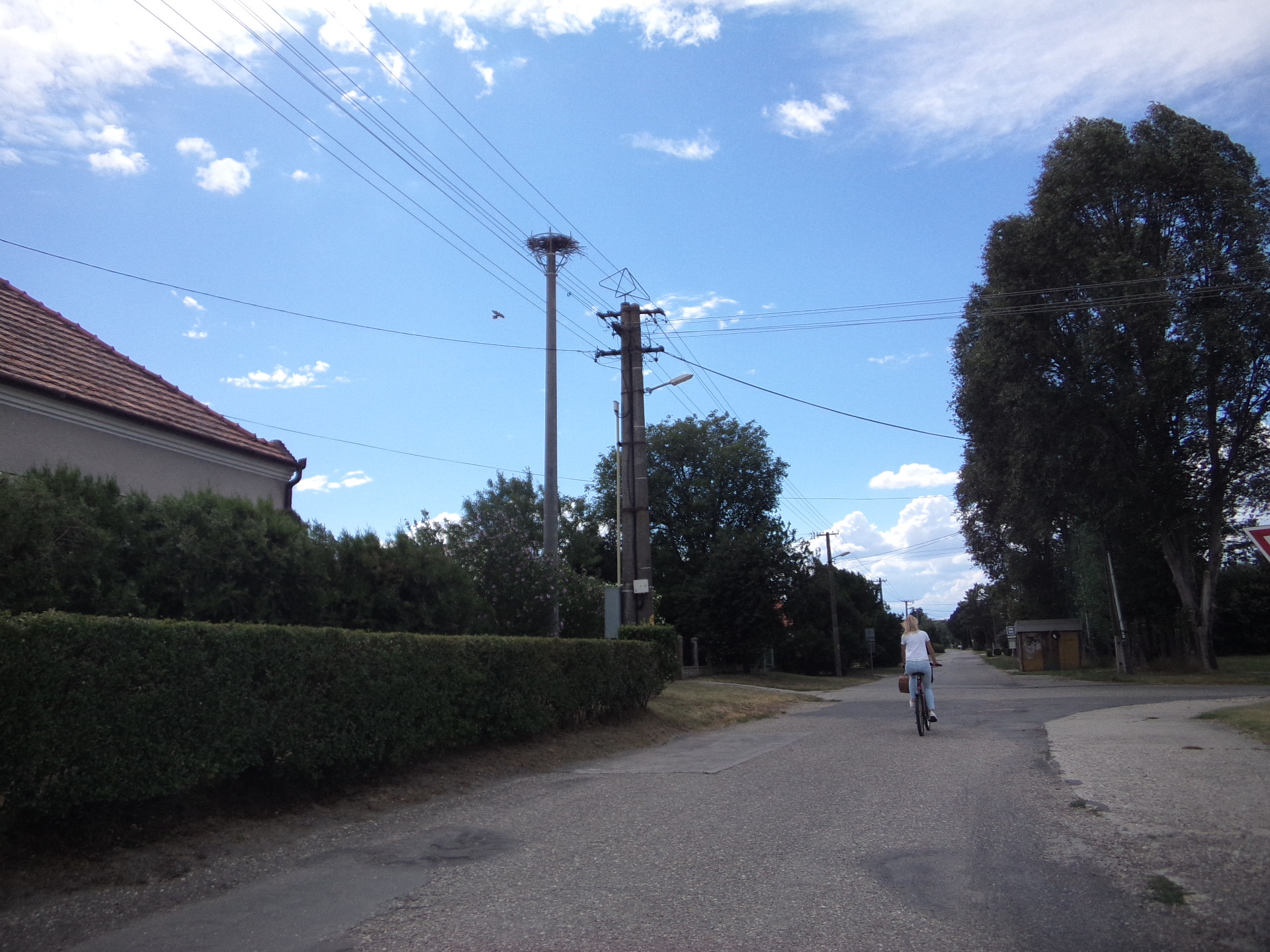
2020
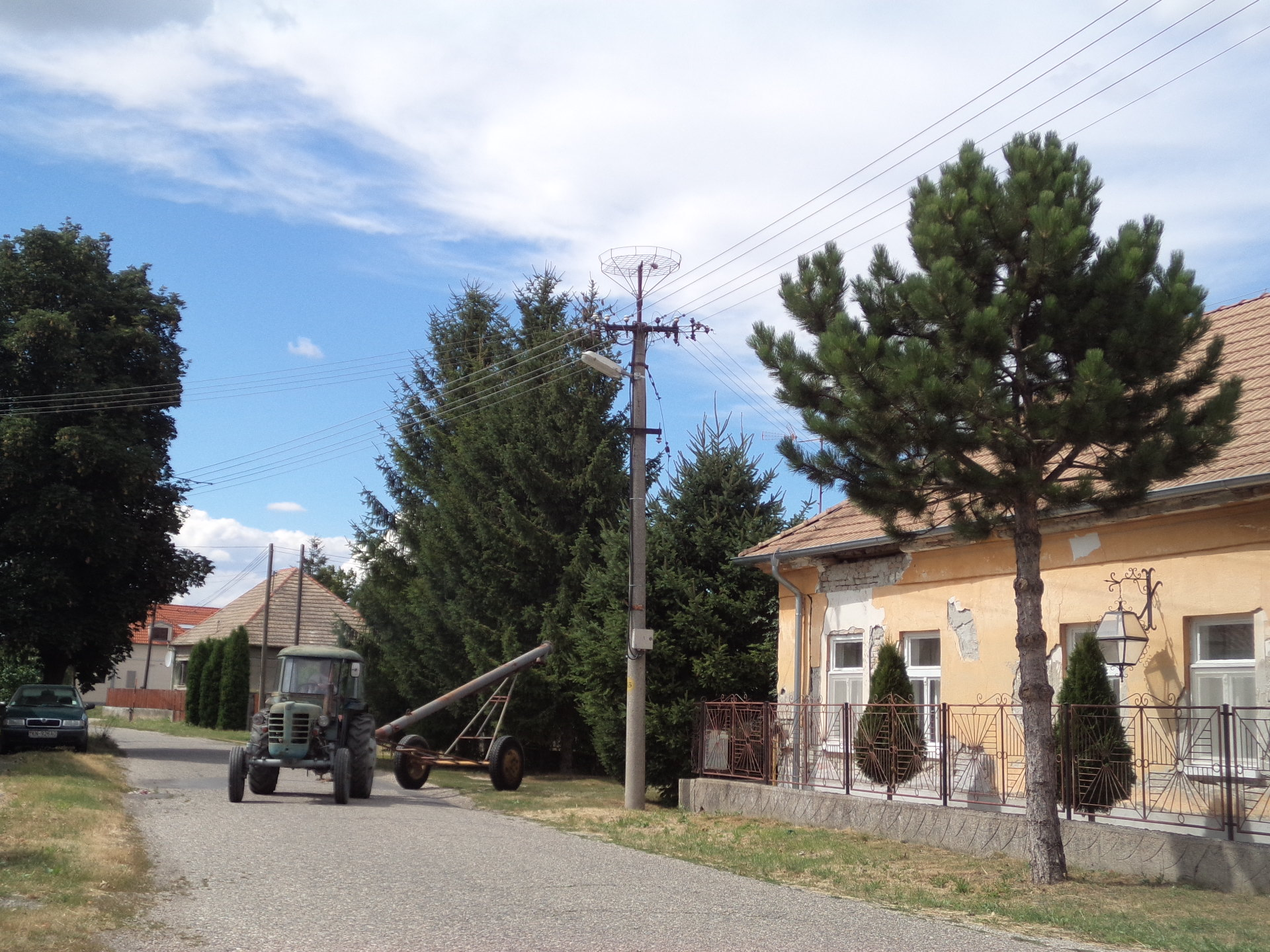
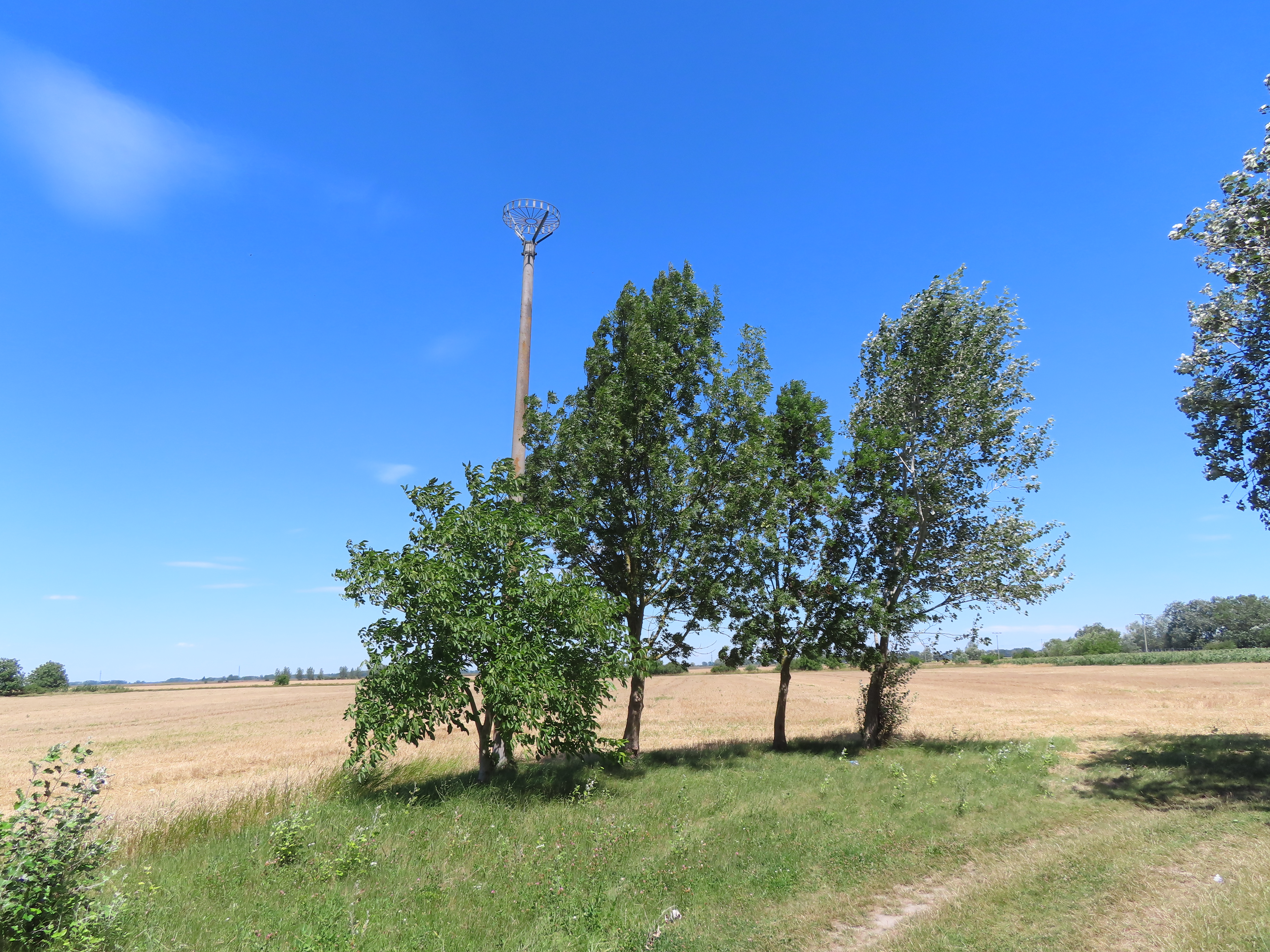
2022
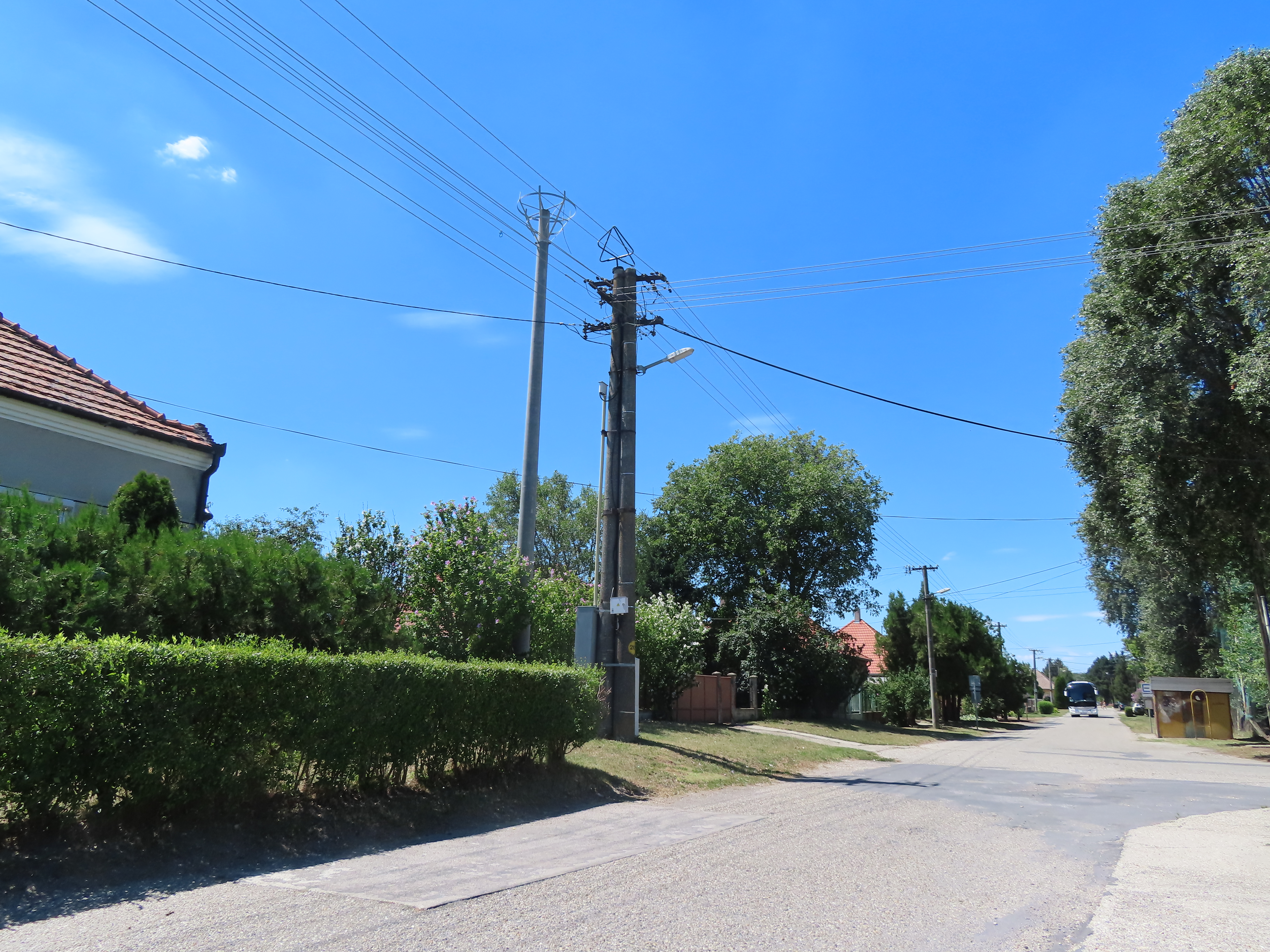
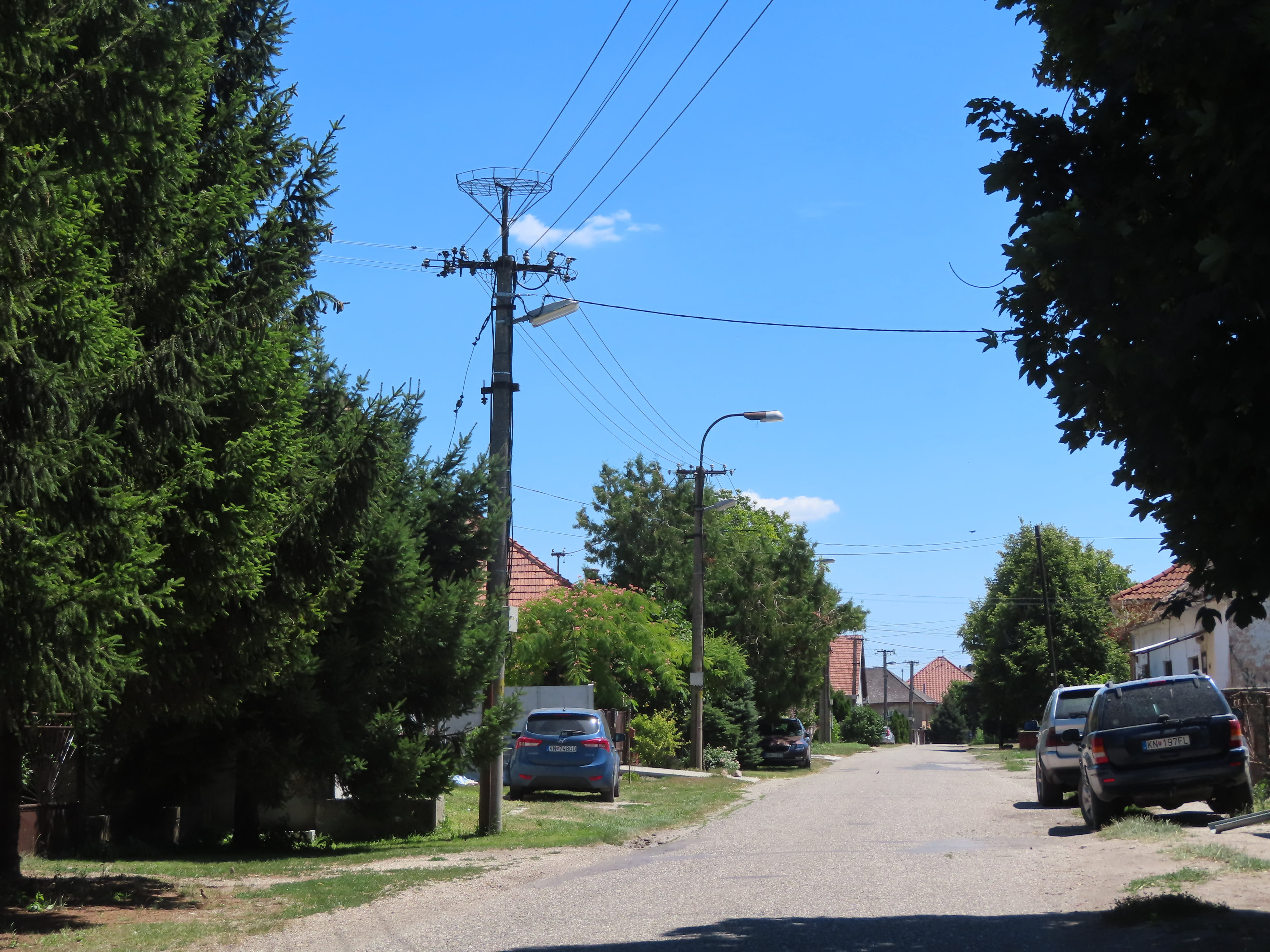

Ekelen 3 gólyafészket tartottak számon, ebből ma két fészek van, de költésről nincs adat. 2009-ben rakták át az egyik gólyafészket a Piritóhoz, amióta nem volt benne költés. 2012-ben pedig épült egy újabb fészek, de szintén nem költöttek benne. 2013-ban volt költés, de a fiókák elpusztultak.

## Története
1220-ban a Váradi regestrumban Ecl néven említik először, majd 1229-ben Ekly néven szerepel oklevélben. Temploma 1397-ben már állt. A Dorottya- és Szántó-érből előkerült hajófenék-maradványok arra utalnak, hogy a középkorban hajózható víz folyt Ekelen, feltehetőleg a medrét sokszor változtató Duna egyik ága. Lakói 1550 körül reformátusok lettek, de az ellenreformáció hatására később nagyrészt rekatolizáltak, Száki János ekeli református lelkész az ellenreformáció áldozatává vált. A máglyahalálra ítélt vértanú feletti ítéletet 1672. szeptember 1-jén Komáromban, a Szentháromság–szobor előtti téren hajtották végre. 1763-ban földrengés, 1783-ban  és 1789-ben árvíz; 1785-ben, 1786-ban tűzvész pusztított a faluban. 1787-ben 78 háza és 661 lakosa volt Ekelnek. 1819-ben és 1823-ban, majd 1827-ben és 1838-ban ismét tűzvész pusztította Ekelt. 1827-ben a tűz gyújtásával az Aranyosra költözött ekeli Szigethy Gábort vádolták, akit emiatt agyon is ütöttek. 1840-ben 829 lakosa volt. Lakói főként mezőgazdaságból éltek. A  község az érsekségi nemesi székhez tartozott, s így az idők folyamán több kiváltságot élvezett.
Vályi András szerint "EKEL. Elegyes falu Komárom Vármegyében, birtokosai Hajnal, és más Urak, lakosai katolikusok, a’ Szent Mártonhegyi Benediktinus Apáturság leg többet bírt benne, fekszik Csicsótól fél mértföldnyire, Érsek Lélnek filiája, határja közép termékenységű."
Fényes Elek szerint "Ekel, magyar falu Komárom vgyében, a hajdani Andrásháza helységgel összeolvadván, fekszik a Csalóközben, Olcsa, Megyeres, Fel-Aranyos puszta, Keszi, Szántó, Róczháza közt, Komáromhoz 2 mfd. távolságra. Határa 6935 hold, mellynek harmada szántóföld, harmada kaszálló, harmada legelő, de van 20 holdnyi szőleje, melly 4–500 akó eltartható jó zamatu bort és gyümölcsöt terem. Földje csak kis részben homokos és szíkes, nagyobb részt minden gabonanemet bőven megtermő fekete agyag. Legelőjén sok mocsáros és lapályos hely van. Népessége 798 lélek, kik közt 418 reform., 355 r. k., 5 zsidó, 92 nemes család fő. Mind a reformátusok, mind a katholikusok saját anyatemplomot és iskolát birnak. A reformátusok papja jelenleg a többször koszoruzott magyar academiai rendes tag Hetényi János. Birják: Milkovics, Zámory, Csorba, Pázmány, Csontos, Csepy, Gerdenics, Nagy, Szigethy, Sárközy, Hollósy, Domonkos, Lély, Somody, Kovácsi, Bese, Baranyai, Ghyczy, Hetényi nemes családok."
1849-ben, 1862-ben és 1864-ben kolerajárvány pusztított Ekelen. 1890-ben tűzoltóegylet alakult a faluban. A csehszlovák államfordulatig Komárom vármegye Csallóközi járásához tartozott.
1922-ben Öregrét nevű dűlőjében a volt Fejérváry, Malcolmes és Singer birtokon, valamint a Nagylél Rt. birtokainak egy részén szlovák kolóniát hoztak létre Štúrová néven (Ekel és Megyercs területén). 39 telepes érkezett a 730,3 hektáros területre, akik közül 18 szlovák és 19 morva volt. A telepesek részben Észak-Szlovákiából (Csaca, Hibbe), részben a Szerb-Horvát-Szlovén Királyságból érkeztek. 1929-ben jubileumi iskola kezdte meg itt működését, 1930-ban 186 lakosa volt a telepnek, akiknek zöme 1938-ban elvándorolt.
1924-ben új harangot szenteltek és felavatták a hősi halottak emlékművét. 1930-ban Ekelnek 1721 lakosa volt. Az 1965-ös dunai árvíz a falu egyharmadát elpusztította. Az újjáépítésben Sárosfa, Losonc és Kutná Hora nyújtott segítséget. Az újjáépítés megváltoztatta a falu arculatát, 1968-ban megépült a burkolt út, 1966-ban pedig elkezdődött a vízvezeték kiépítése. 2001-ben 1461 lakosából 1295 (88,6%) magyar, 152 (10,4%) pedig szlovák nemzetiségű volt. Ugyanekkor 827 római katolikus, 434 református és 26 evangélikus vallású lakosa volt a községnek. A 2000-es években a községben új bérházakat építettek.
2012 júniusában a Kétnyelvű Dél-Szlovákia mozgalom civil aktivistái a romos állomásépületet felújították, és kétnyelvű feliratokat helyeztek ki, ezzel Ekelen kialakítva a modern kori Szlovákia első kétnyelvű vasútállomását.

## Népessége
| Év:            | 1994. | 2004.   | 2014.   | 2024.   |
| -------------- | ----- | ------- | ------- | ------- |
| Emberek száma: | 1461  | 1427    | 1512    | 1442    |
| Eltérés:       |       | -2,32 % | +5,95 % | -4,62 % |

| Év:            | 2023. | 2024.   |
| -------------- | ----- | ------- |
| Emberek száma: | 1451  | 1442    |
| Eltérés:       |       | -0,62 % |

1880-ban 885 lakosából 859 magyar és 26 egyéb anyanyelvű volt.
1890-ben 931 lakosából 930 magyar és 1 szlovák anyanyelvű volt.
1900-ban 997 lakosa mind magyar anyanyelvű volt.
1910-ben 1304 lakosából 1303 magyar és 1 szlovák anyanyelvű volt.
1921-ben 1407 lakosából 1357 magyar, 16 csehszlovák, 7 német, 1 zsidó és 26 egyéb nemzetiségű volt.
1930-ban 1721 lakosából 1409 magyar, 243 csehszlovák, 13 zsidó és 55 állampolgárság nélküli volt.
1941-ben 1495 lakosából 1482 magyar, 3 szlovák, 1 német és 4 egyéb volt.
1991-ben 1476 lakosából 1346 magyar és 117 szlovák volt.
2001-ben 1461 lakosából 1295 magyar és 152 szlovák volt.
2011-ben 1521 lakosából 1247 magyar, 167 szlovák, 8 cseh, 2 zsidó, 1 lengyel és 96 ismeretlen nemzetiségű volt. Ebből 741 római katolikus, 381 református, 22 evangélikus, 200 nem vallásos és 160 ismeretlen vallású volt.
2021-ben 1440 lakosából 1149 (+37) magyar, 247 (+21) szlovák, 1 (+2) cigány, 20 egyéb és 23 ismeretlen nemzetiségű volt.

## Önkormányzat
A község élén a polgármester (2002 óta Fekete Ivett) és a képviselőtestület áll.
A község zászlaját és címerét 2004. május 29-én szentelték fel. A háromágú fecskefarokban végződő zászló hat vízszintes sávból áll, színei: piros-fehér-sárga-piros-fehér-sárga, a piros sáv kétszer szélesebb a fehérnél és a sárgánál.
Ekel címerének első változatát, mely a magyar címer elemeit tartalmazta, a szlovák belügyminisztérium Heraldikai Bizottsága nem fogadta el, a koronát ábrázoló jelenlegi változat lett a hivatalos.

## Oktatás, kultúra
- A községben magyar nyelvű óvoda és alapiskola működik, utóbbi 2003 óta Hetényi János nevét viseli; 2006-ban 170 diák látogatta az alapiskolát, Ekelen kívül Nagykeszi, Megyercs és Keszegfalva községekből.[15]
- A Tátika gyermektánccsoportot 1980-ban alapították.
- 1997 óta évente megrendezik a Tudós Hetényi János-napokat.[16]

## Gazdaság
Ekel legjelentősebb vállalata a Megyercsre vezető úton levő fafeldolgozó üzem. A községben varroda, tésztagyár, cipőkészítő és koszorúkészítő vállalkozás is működik. A kataszterébe tartozó földeken három mezőgazdasági cég gazdálkodik. Az egykori állami gazdaság (mely az 1990-es években megszűnt) telephelye (Újudvar – Nový dvor, a pozsonyi főút közelében) ma romos állapotban van.

## Nevezetességek
- Hippói Szent Ágoston tiszteletére szentelt római katolikus temploma 1816-ban épült klasszicista stílusban egy régebbi román kori helyére.
- Református temploma 1801 és 1804 között épült. Berendezéséhez tartozik egy reneszánsz kehely (1618) és egy ónkancsó (1718).
- A faluban fennmaradt néhány nádfedeles, nyeregtetős vályogház a 19. századból, valamint az Erdélyi-család neoklasszicista kúriája.
- A 18. században épült Csorba-kúriát 2006-ban felújították és ide költözött a községi hivatal.
- Hetényi János síremlékét 1912-ben állították a református temetőben. A régi sírkő a református templom udvarán található.

### Szobrok, emlékművek, emléktáblák, szakrális kisemlékek
- Hetényi János szobra az alapiskola udvarán áll (2005. november 4-én állították).
- Hetényi János emlékobeliszkjét az MTA állíttatta 1912-ben.
- A két világháború áldozatainak emlékműve a temetőben található, 2000. május 8-án avatták fel.
- A Rákóczi-szabadságharc 300. évfordulójára 2003-ban emlékkopjafát emeltek.
- 1998-ban állították az 1848-as forradalom és szabadságharc emlékművét.
- 1979-ben állították az 1965-ös árvíz és a falu első említésének 750. évfordulójának emlékművét.
- A helyi tűzoltóegyesület megalakulásának 120. évfordulóján, 2010-ben avatták fel Szent Flórián szobrát.
- Az egykori Jókay-kúria helyén álló ház falán 1996-ban emléktáblát helyeztek el.
- Az 1939-ben állított vörösmészkő temetői nagykereszt jelenleg[17] rossz állapotban van.
- Vaskereszt a falu nyugati szélén
- Vas harangláb Margitmajoron

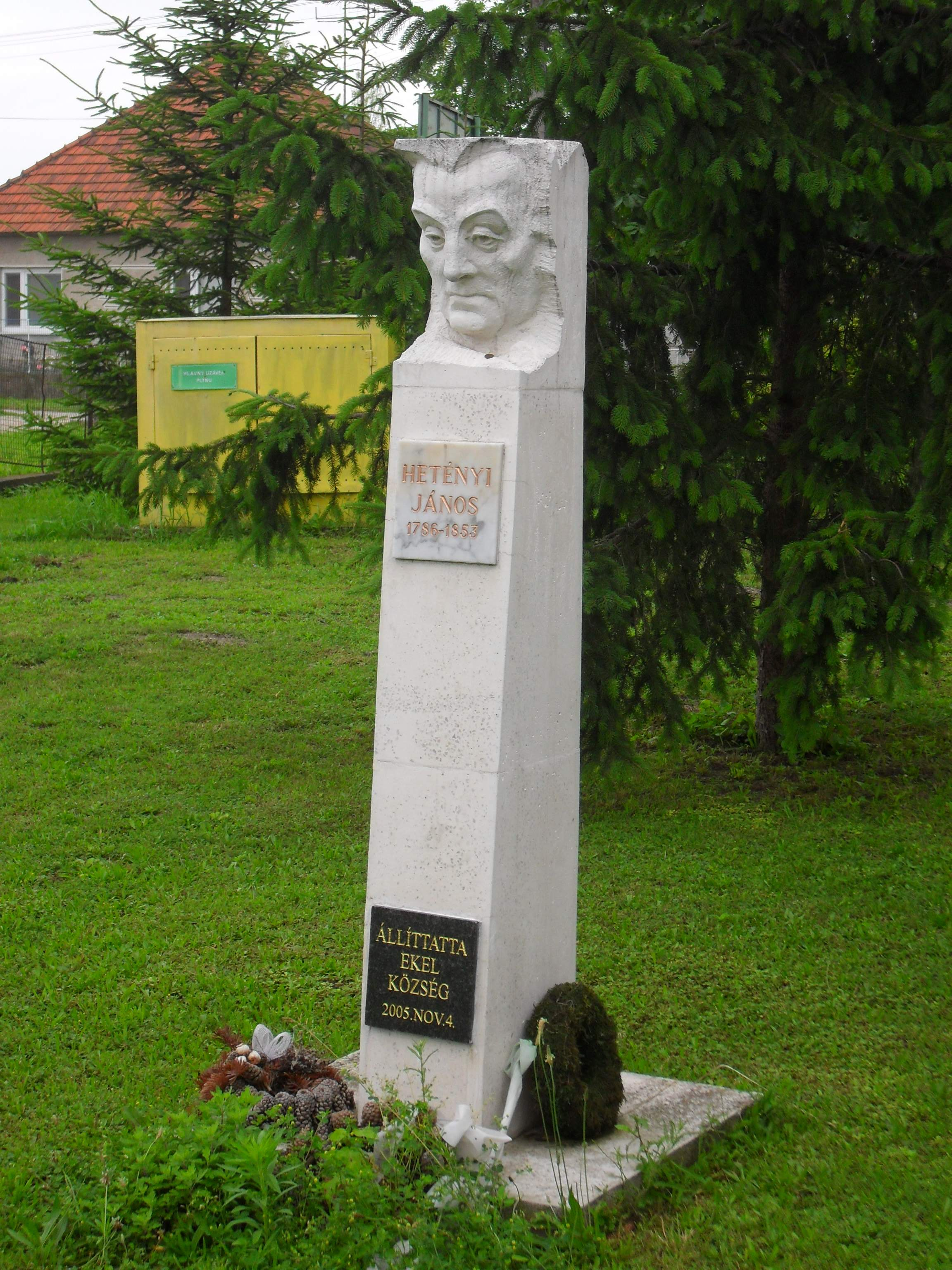
Hetényi János szobra
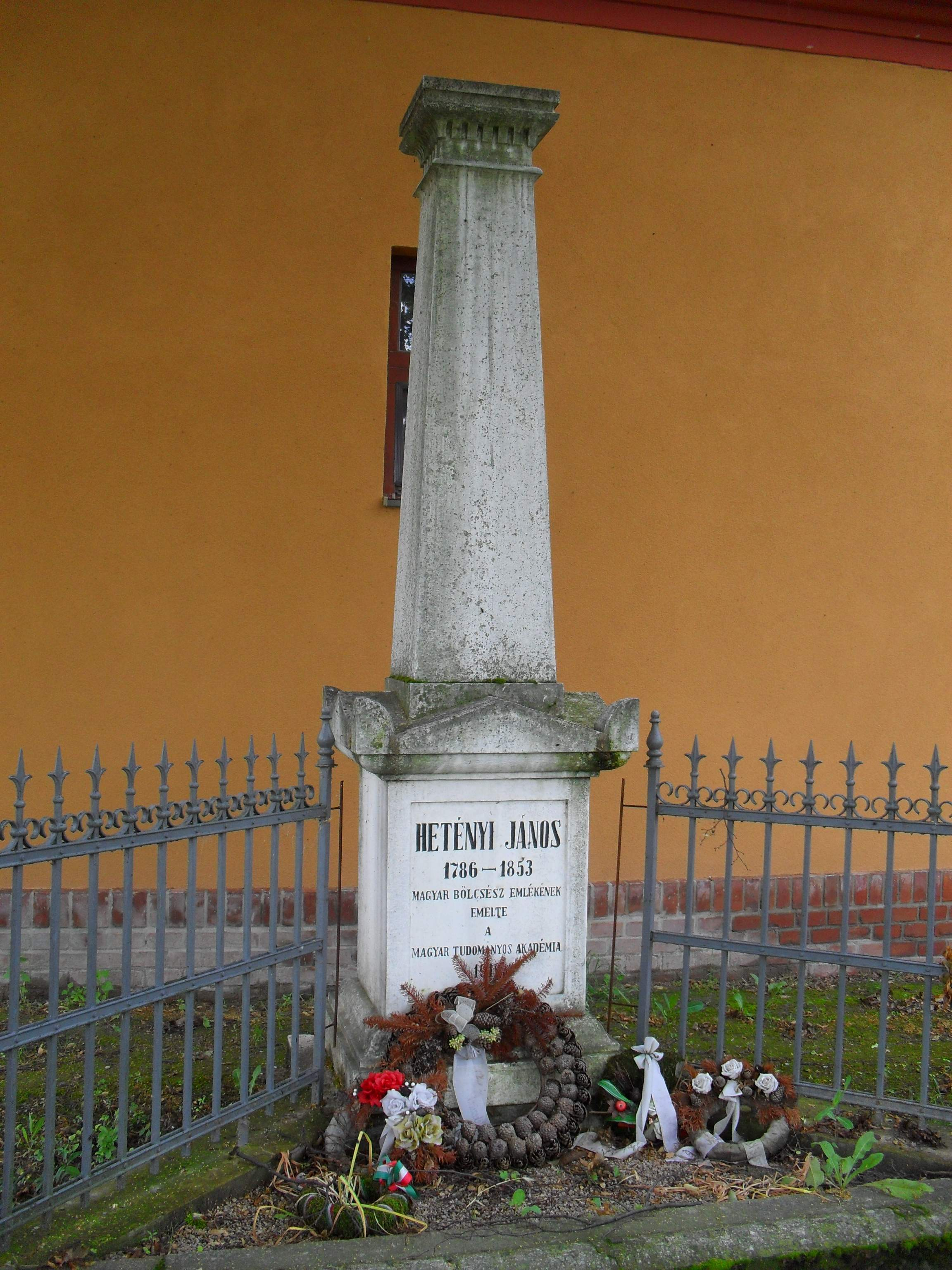
Hetényi János emlékműve
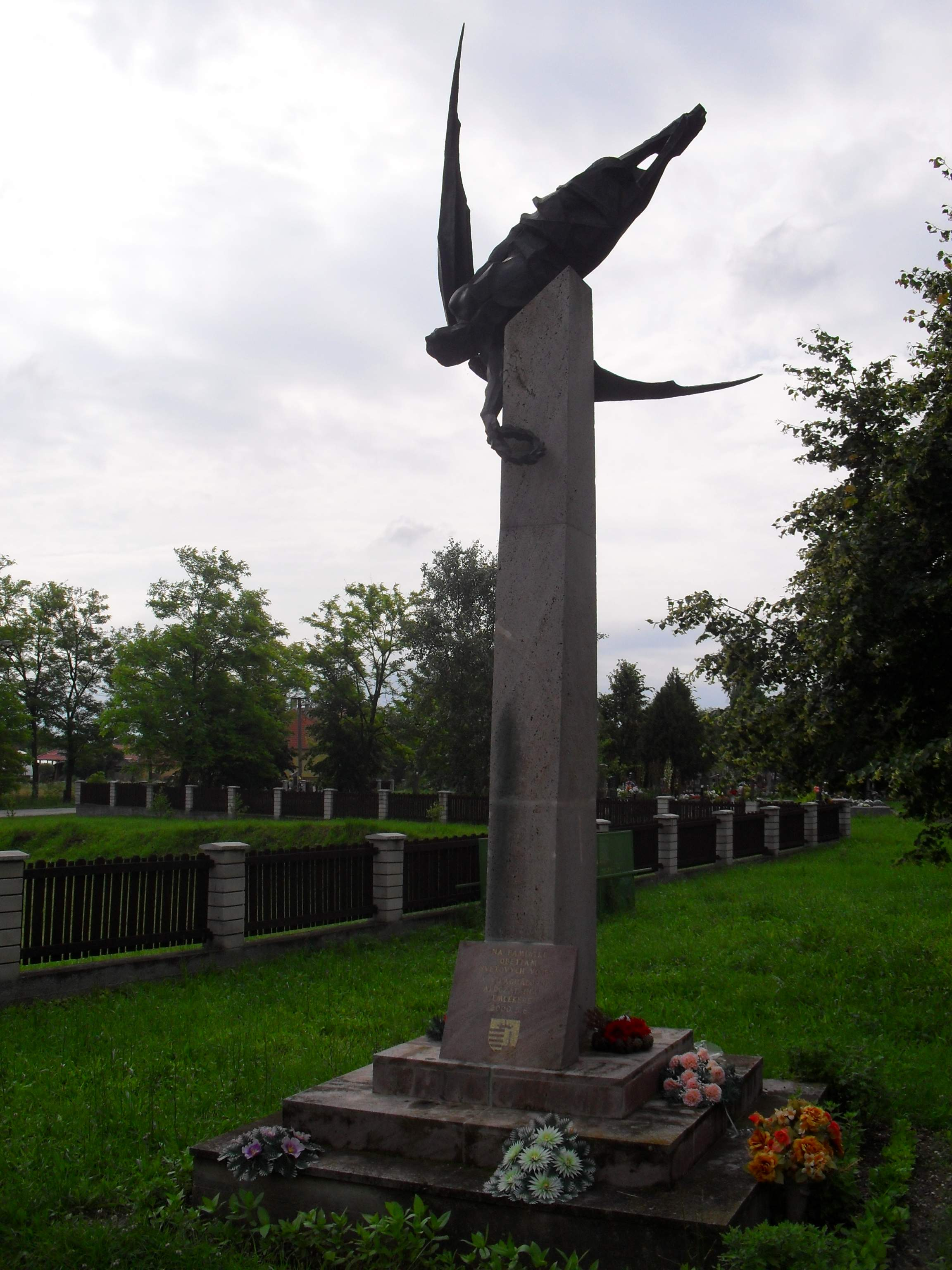
Világháborús emlékmű
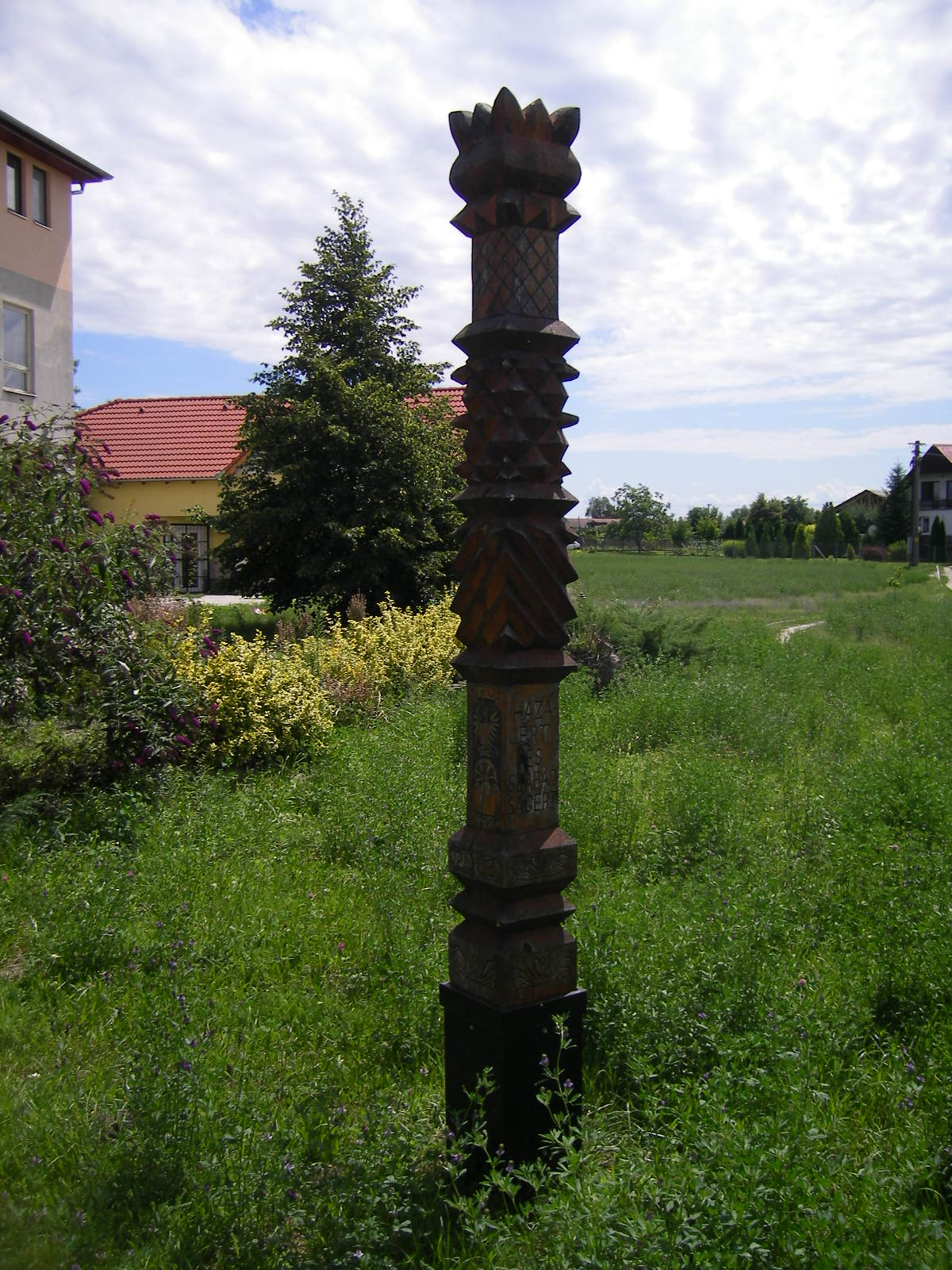
A Rákóczi-emlékkopjafa
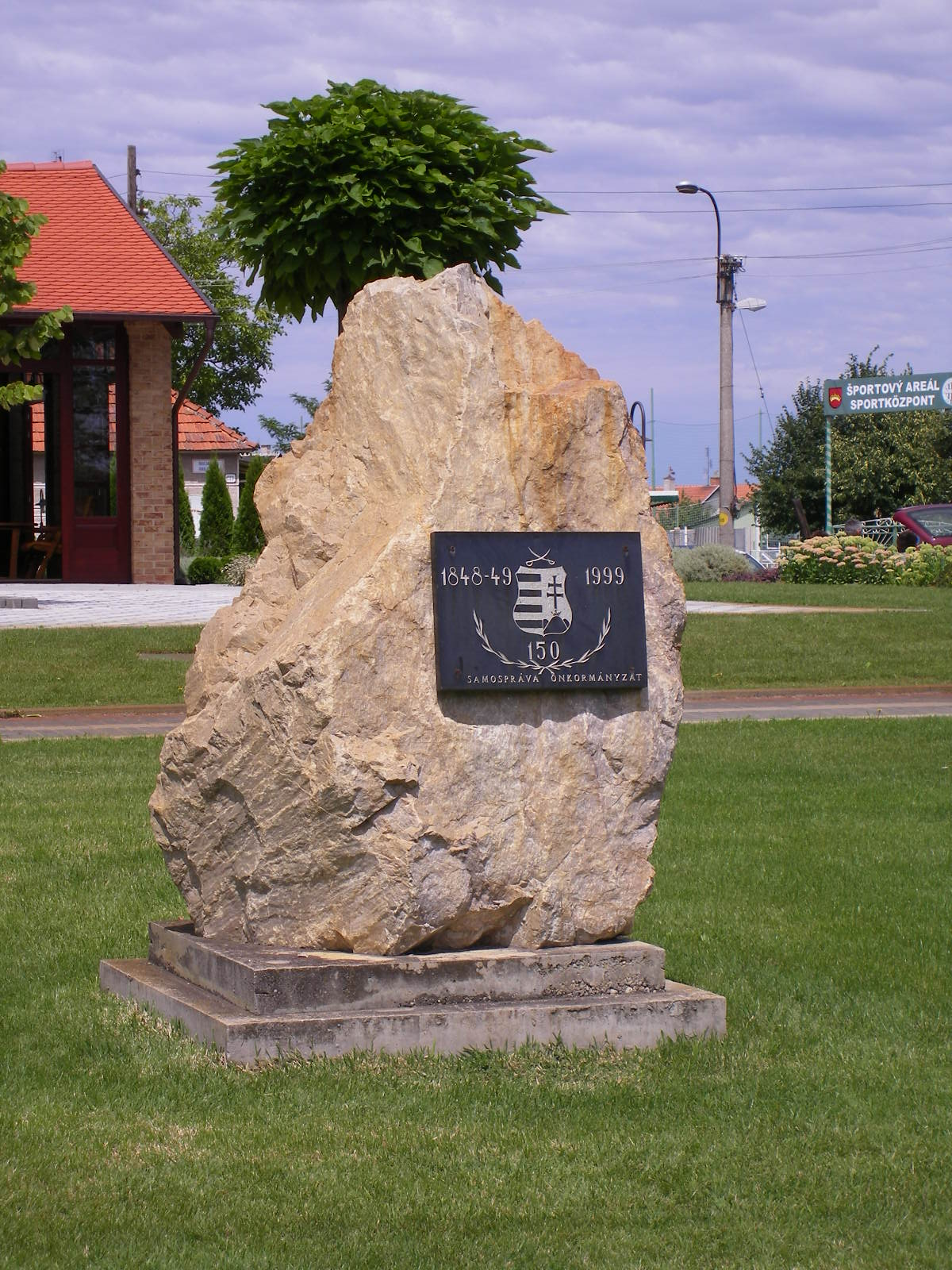
A forradalom és szabadságharc emlékműve
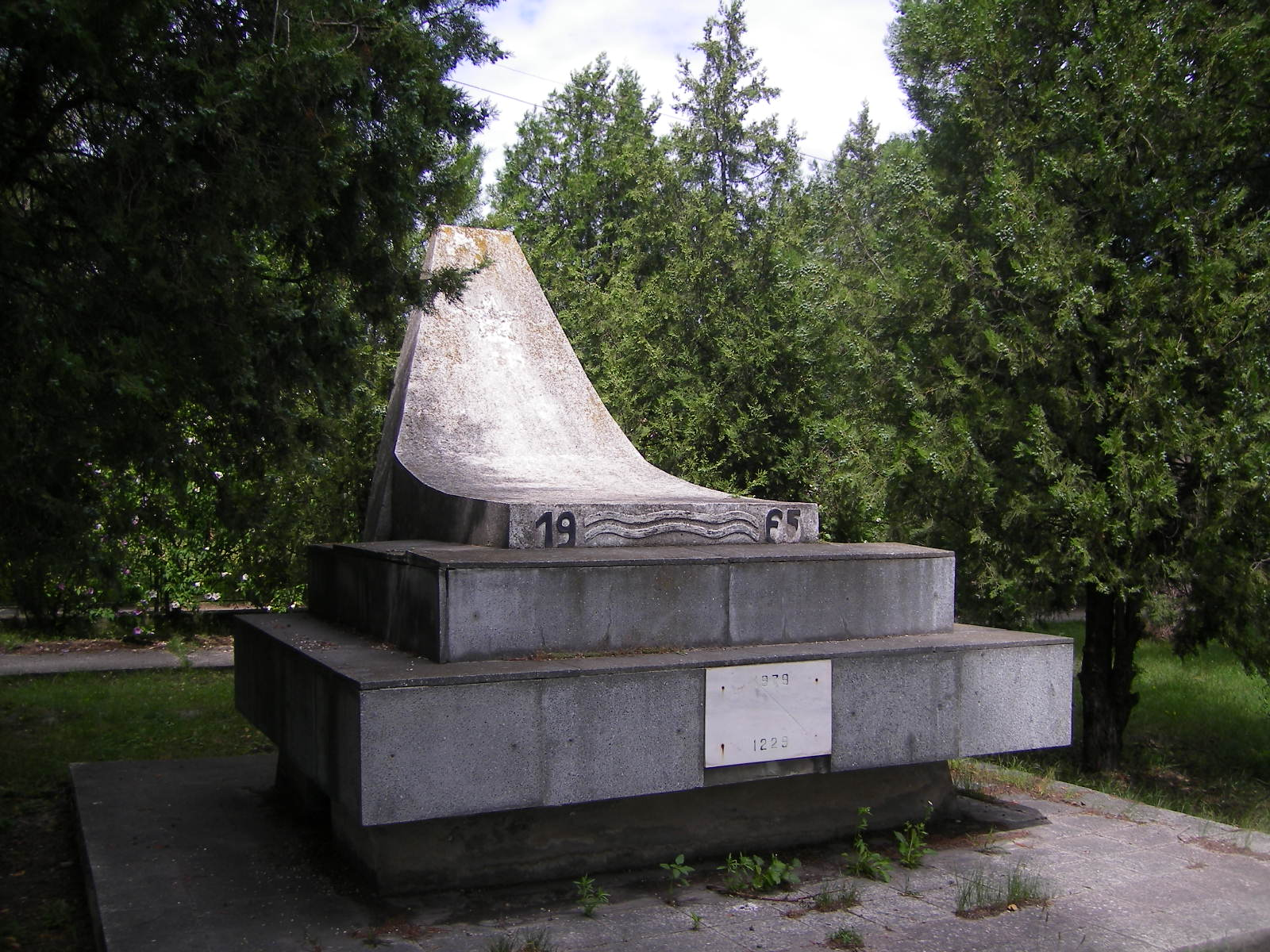
Az 1965-ös árvíz emlékműve
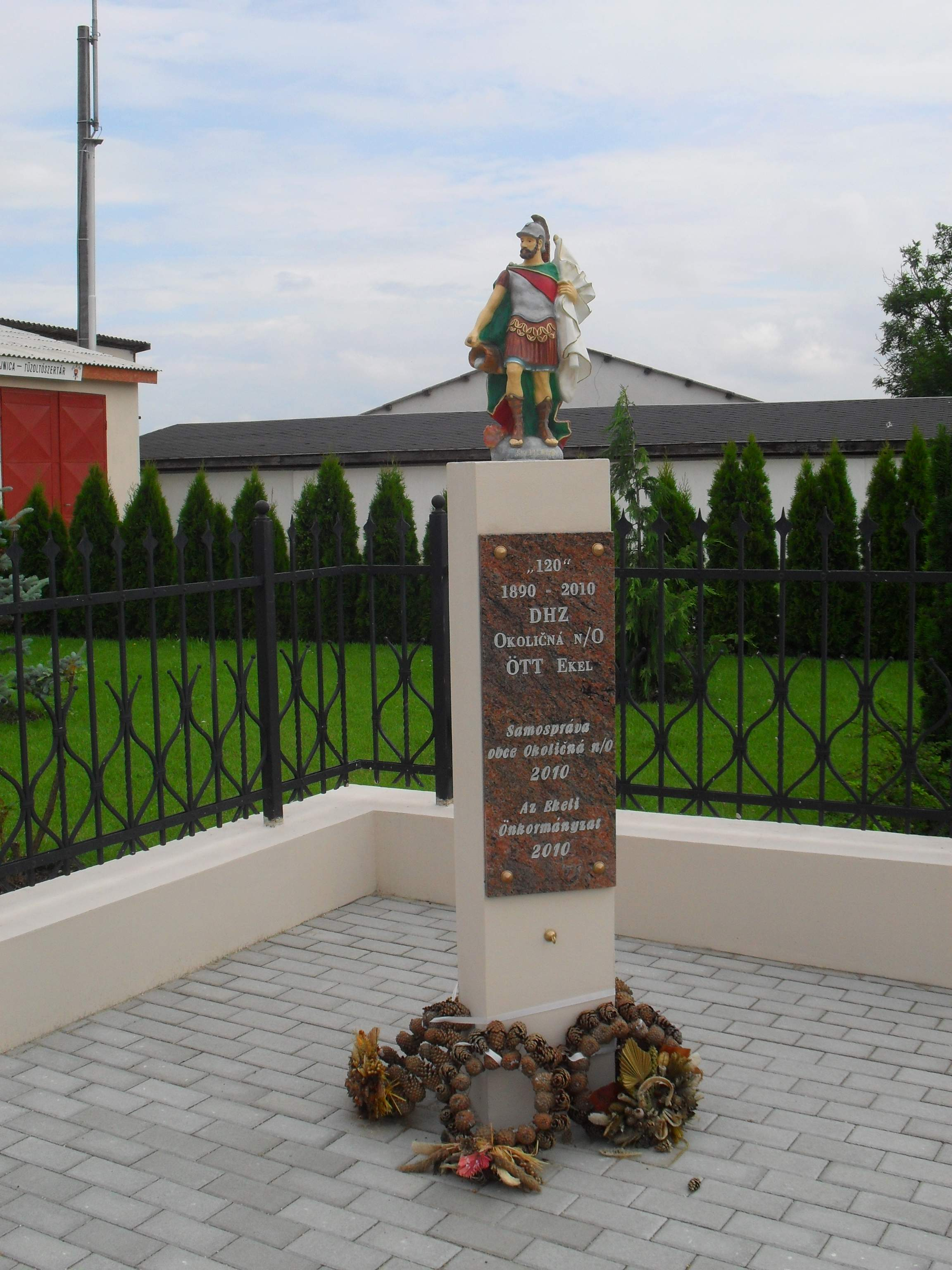
Szent Flórián szobra
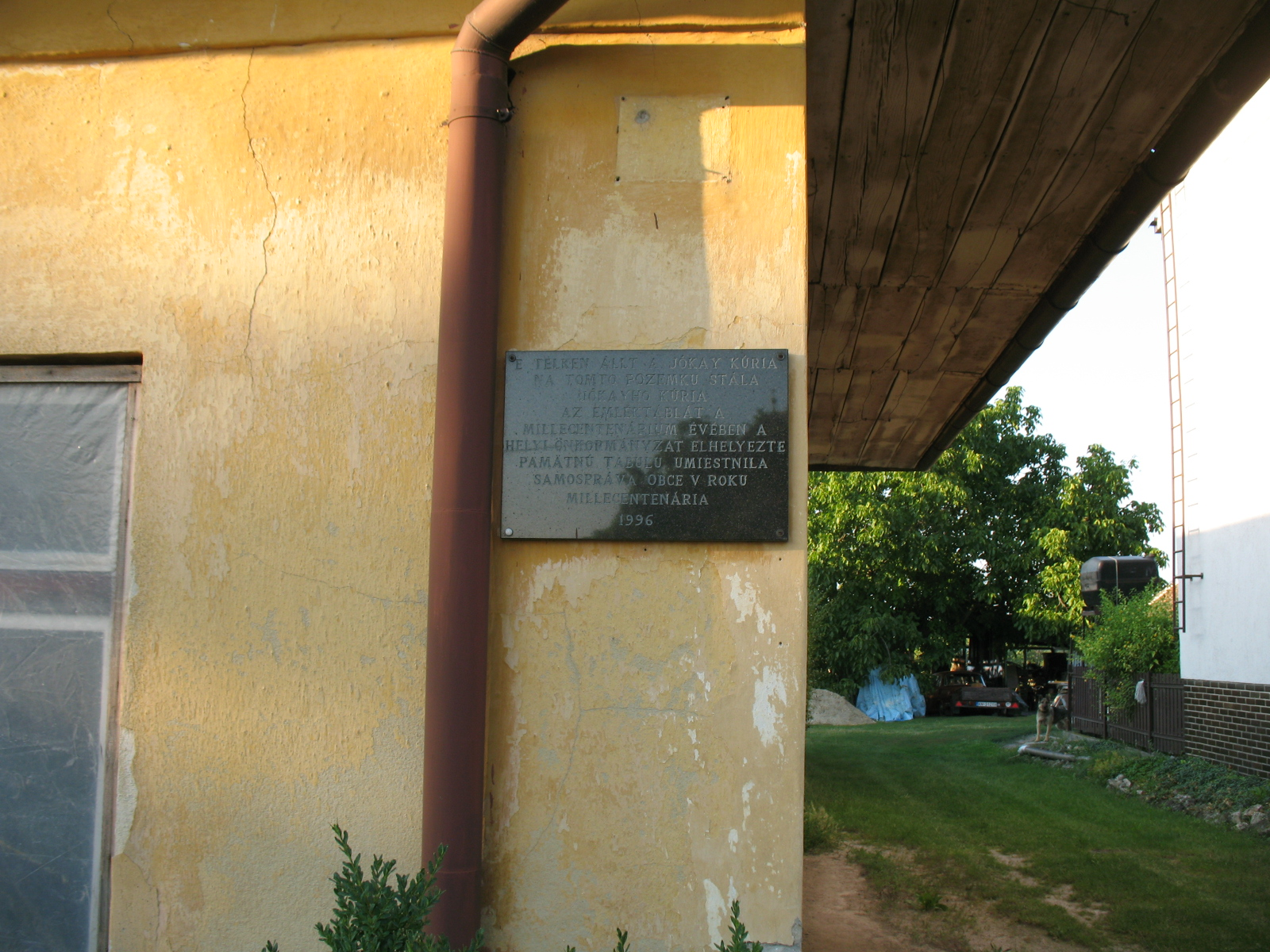
Emléktábla a Jókay-kúria helyén álló ház falán
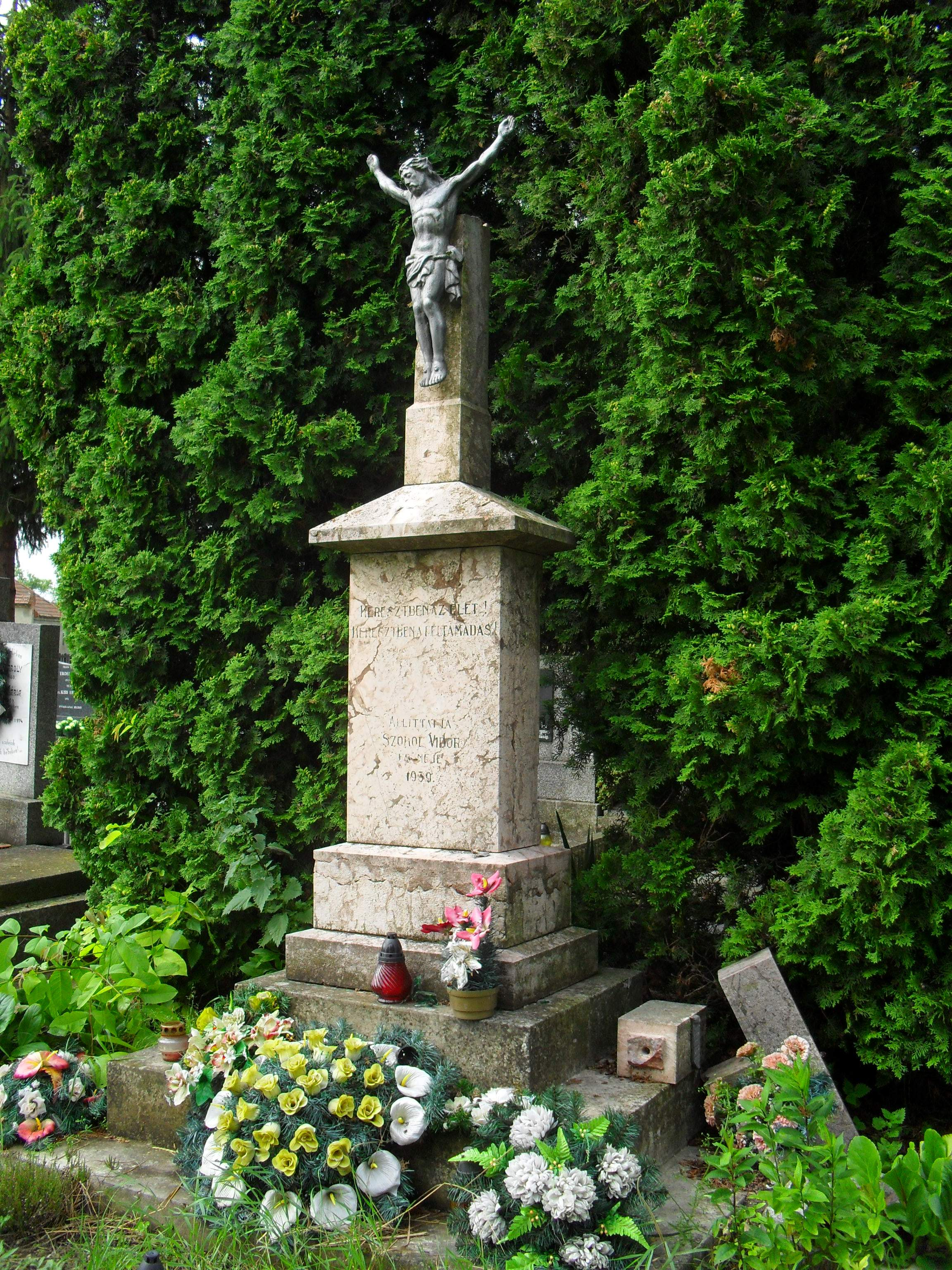
Temetői nagykereszt
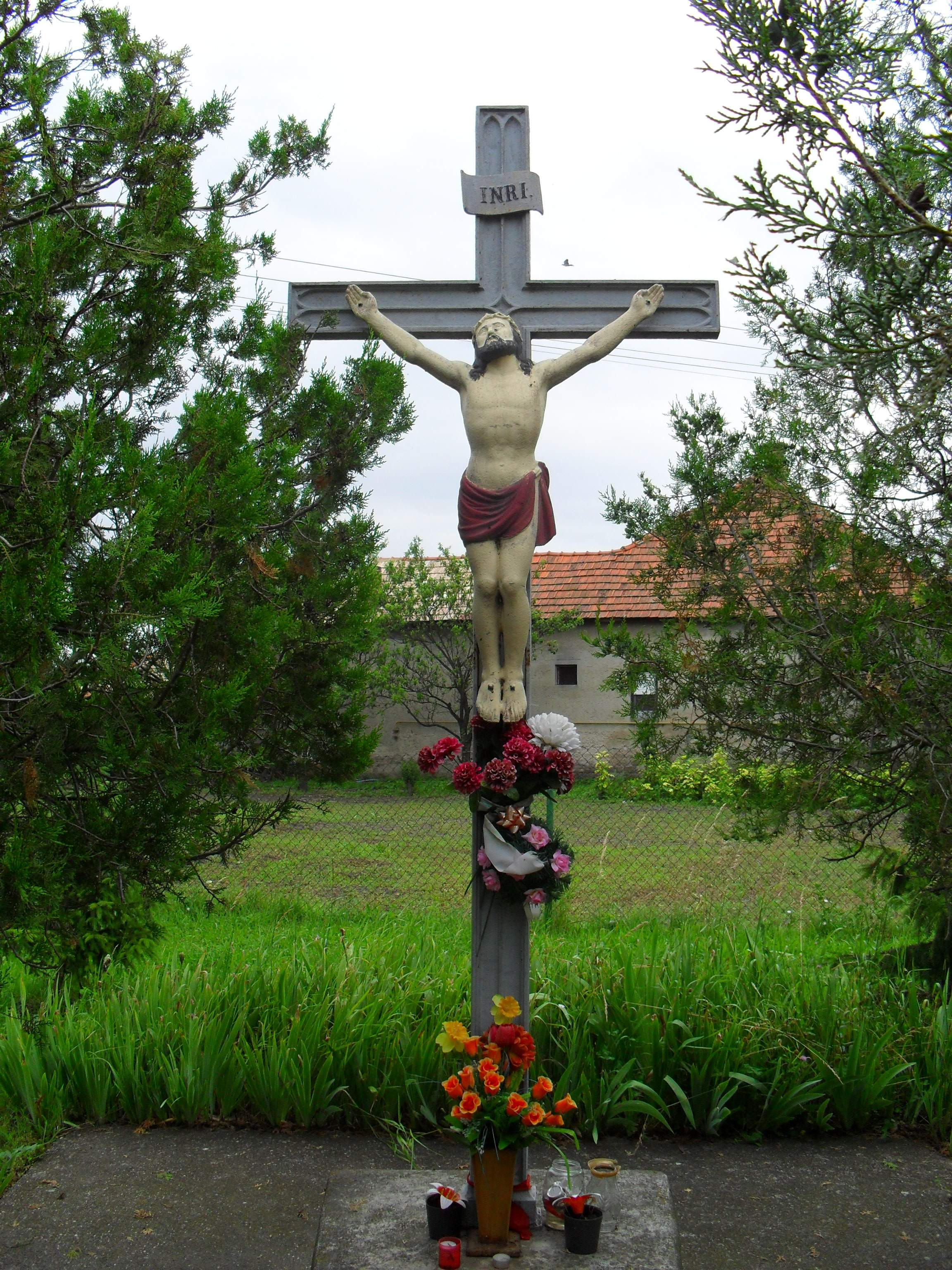
Vaskereszt
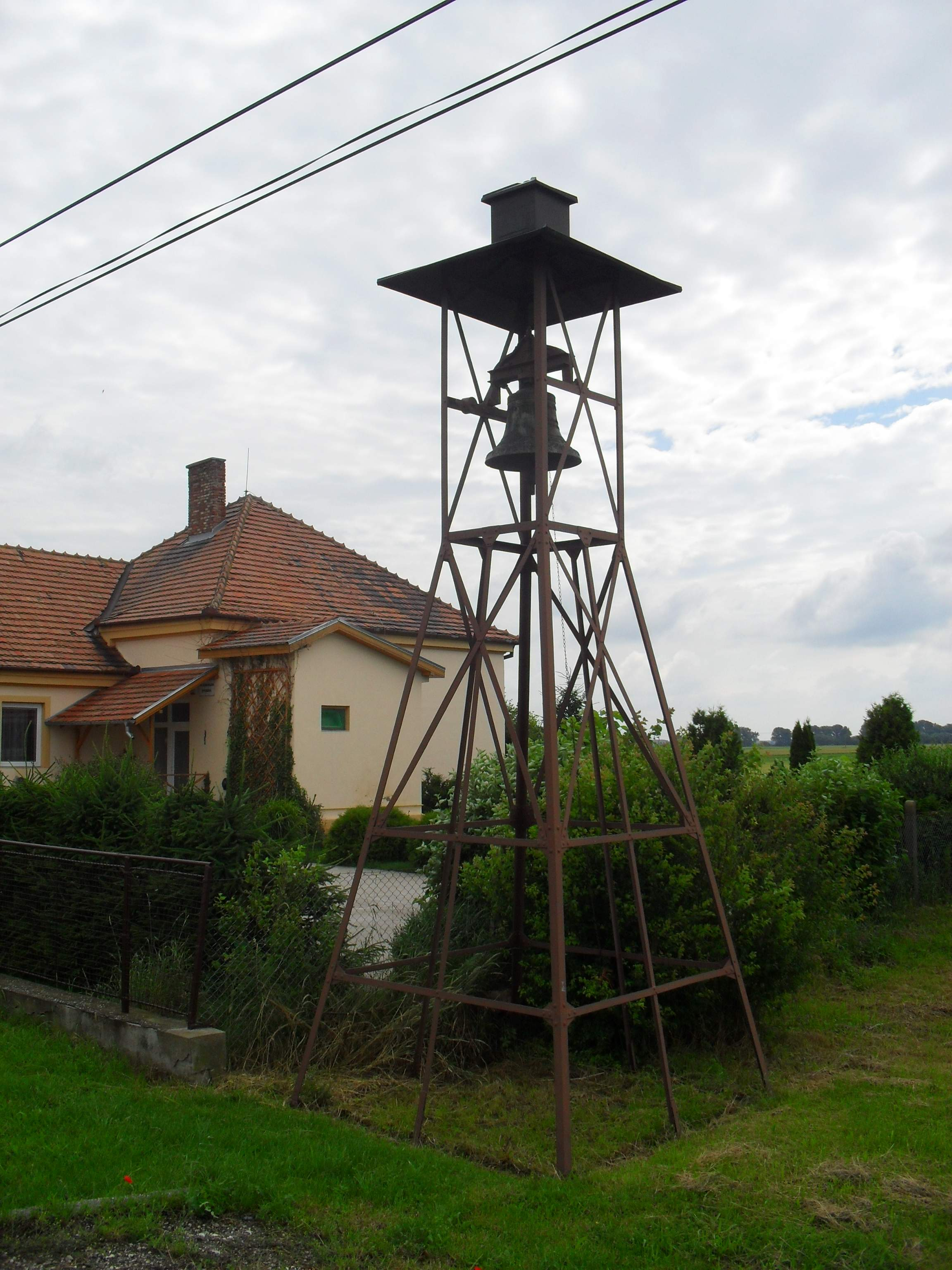
Harangláb Margitmajoron

## Híres emberek
- Itt született 1776. október 26-án Vajda Julianna; Csokonai Lillája. Nevét viseli a falu művelődési központja.
- Itt született 1786. július 26-án és hunyt el 1856. július 26-án Hetényi János református lelkész, filozófiai író, az MTA tagja.
- Itt született 1798-ban Vargha János földmérő, a magyarországi folyók vízszabályozásának főmérnöke. A faluban emléktáblája látható.
- Itt született 1849-ben Csorba Csaba ügyvéd, lapszerkesztő, Táncsics Mihály veje.
- Itt született 1868. január 6-án Menyhárth Gáspár jogász, egyetemi tanár, dékán, rektor, az MTA levelező tagja.
- Itt született 1871. április 6-án Erdőssy Béla festő és grafikusművész, Lotz Károly tanítványa, a Képzőművészeti Főiskola tanára.
- A községben tevékenykedett papként Száki János, akit 1672. szeptember 1-jén Komáromban eretnekségért megégettek.
- Itt született 1917. március 30-án Komjáthy István író, műfordító.
- Itt született 1957-ben Csémy Tamás szakíró, diplomata.

## Képtár

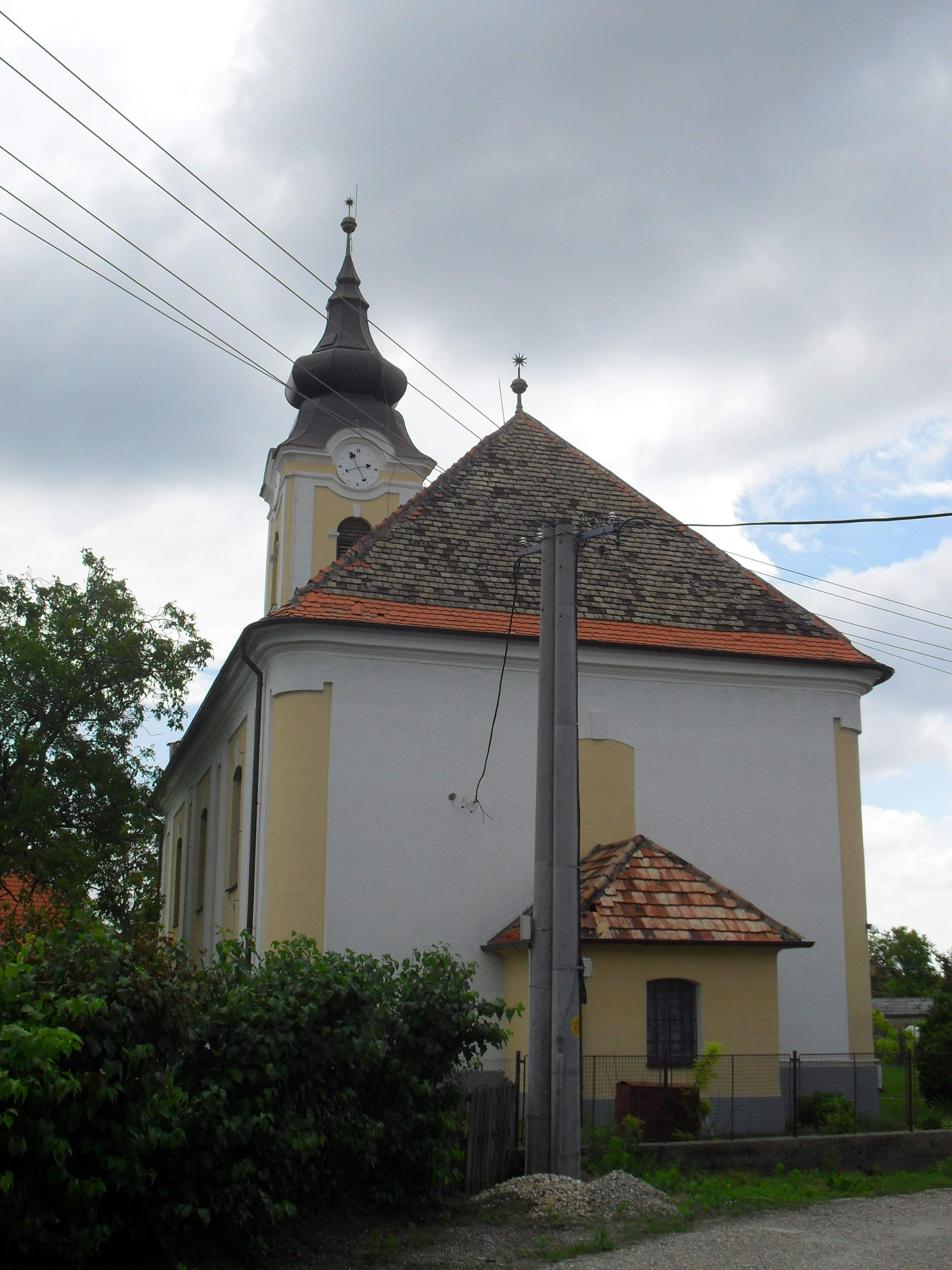
Református templom
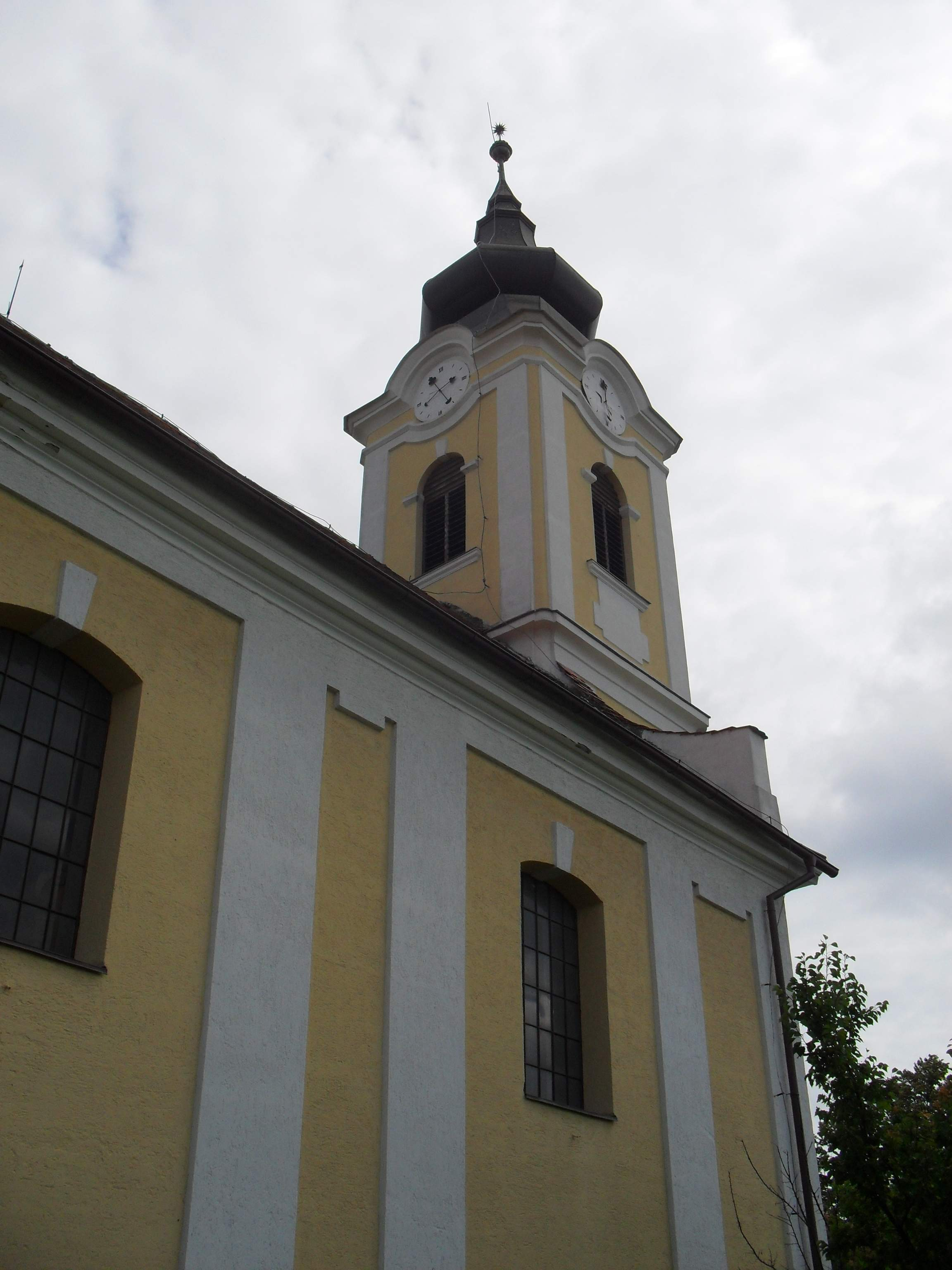
Református templom
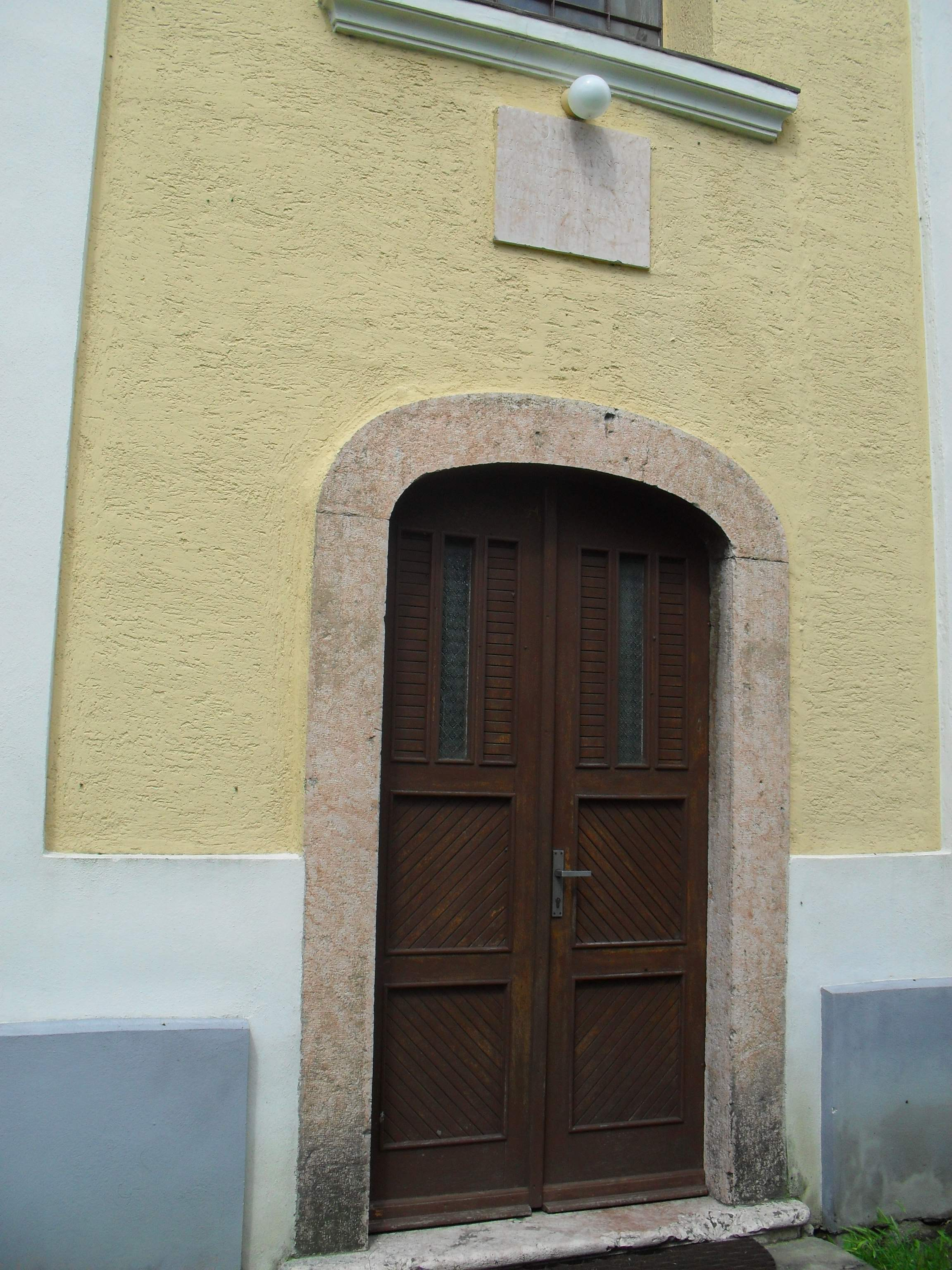
A református templom kapuja
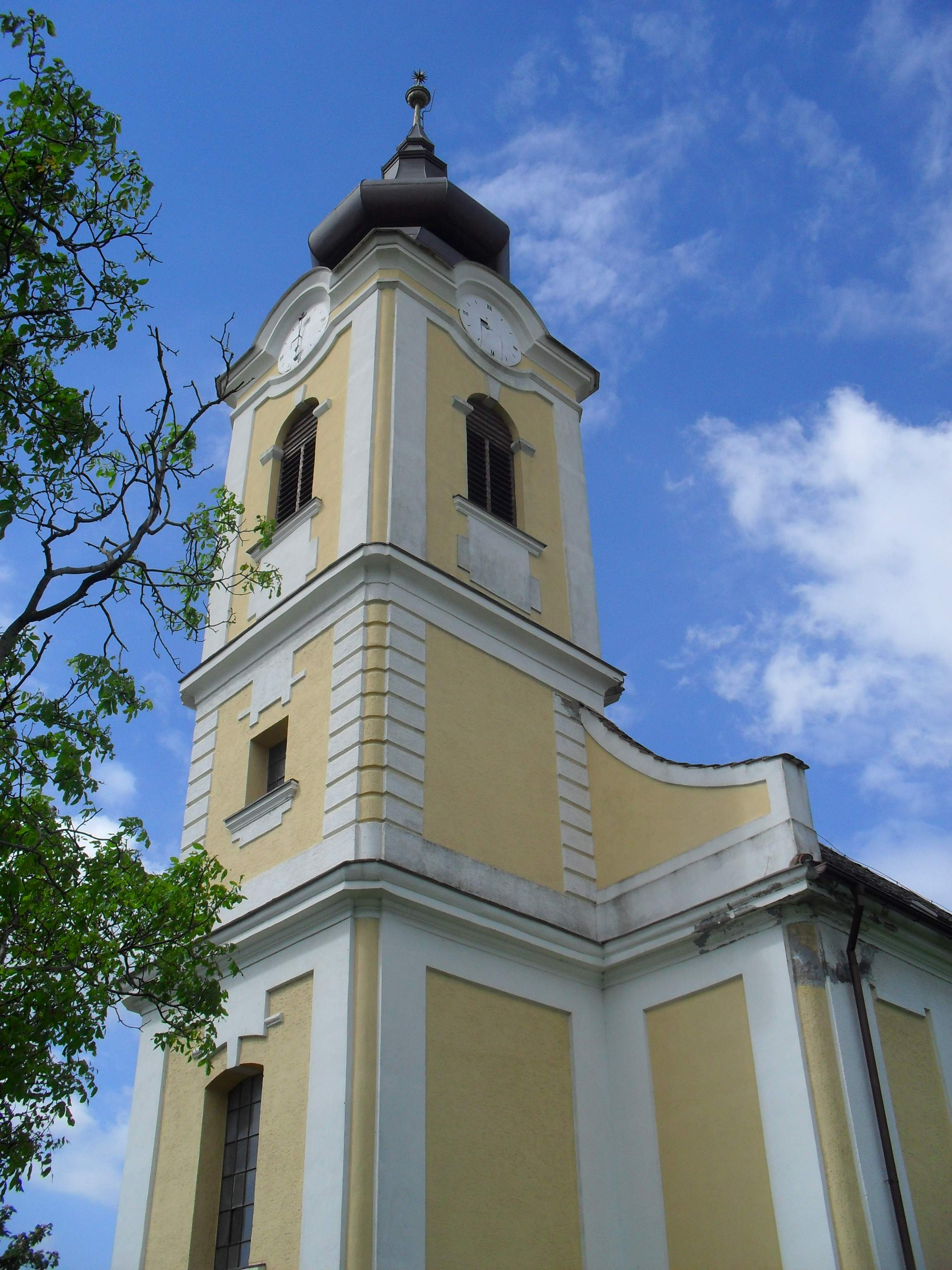
Református templom
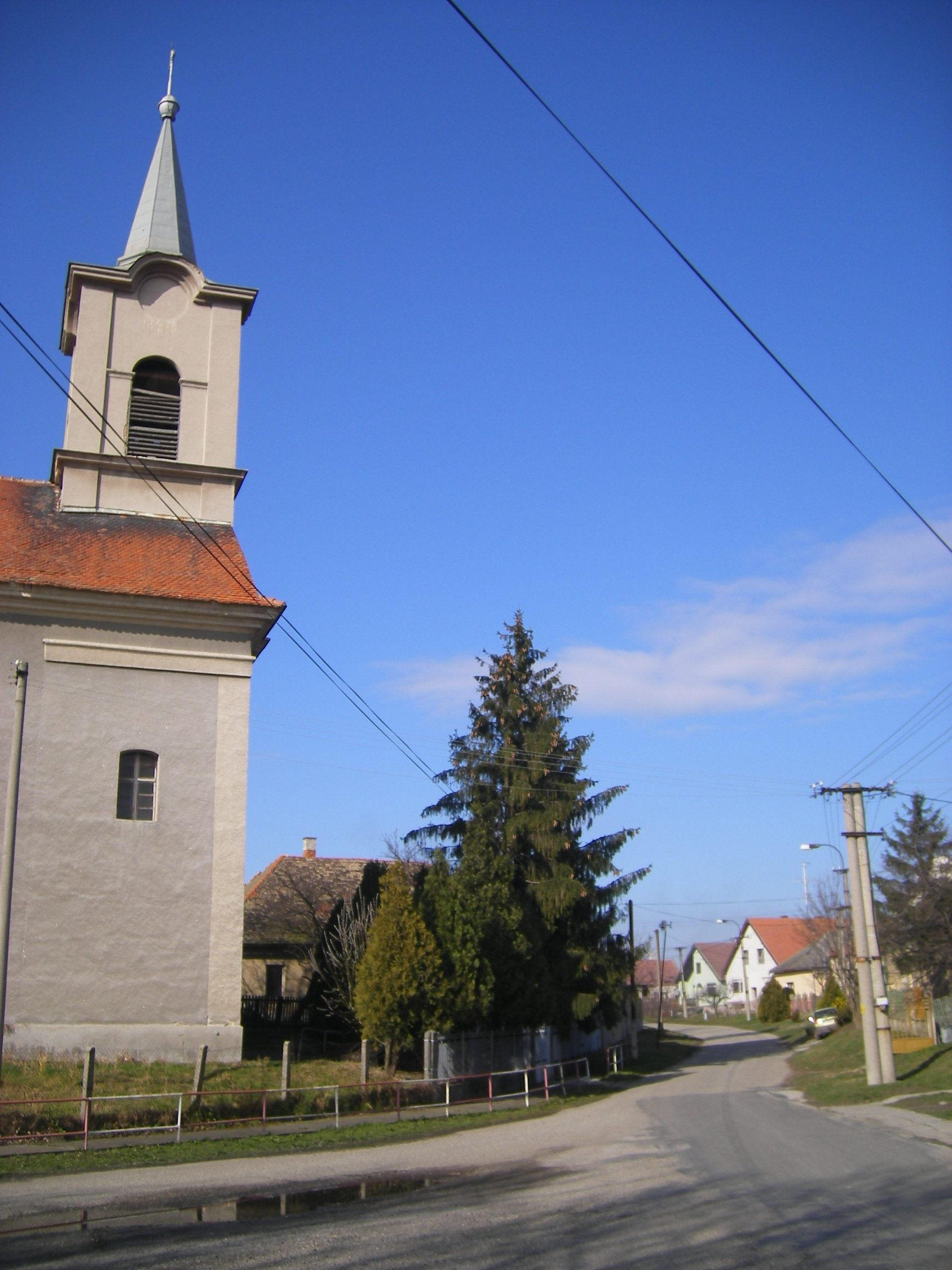
Utcakép a katolikus templommal
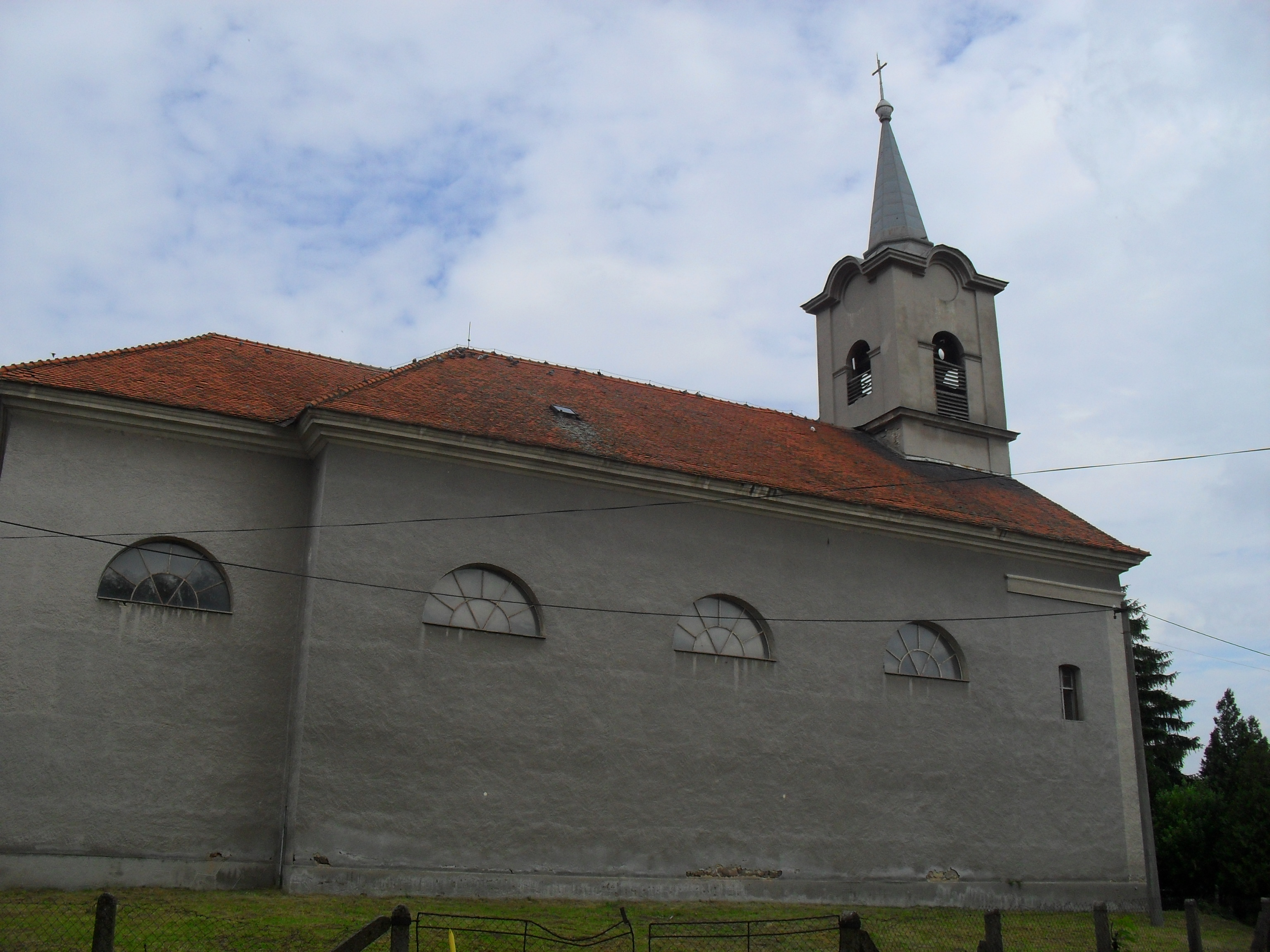
Katolikus templom
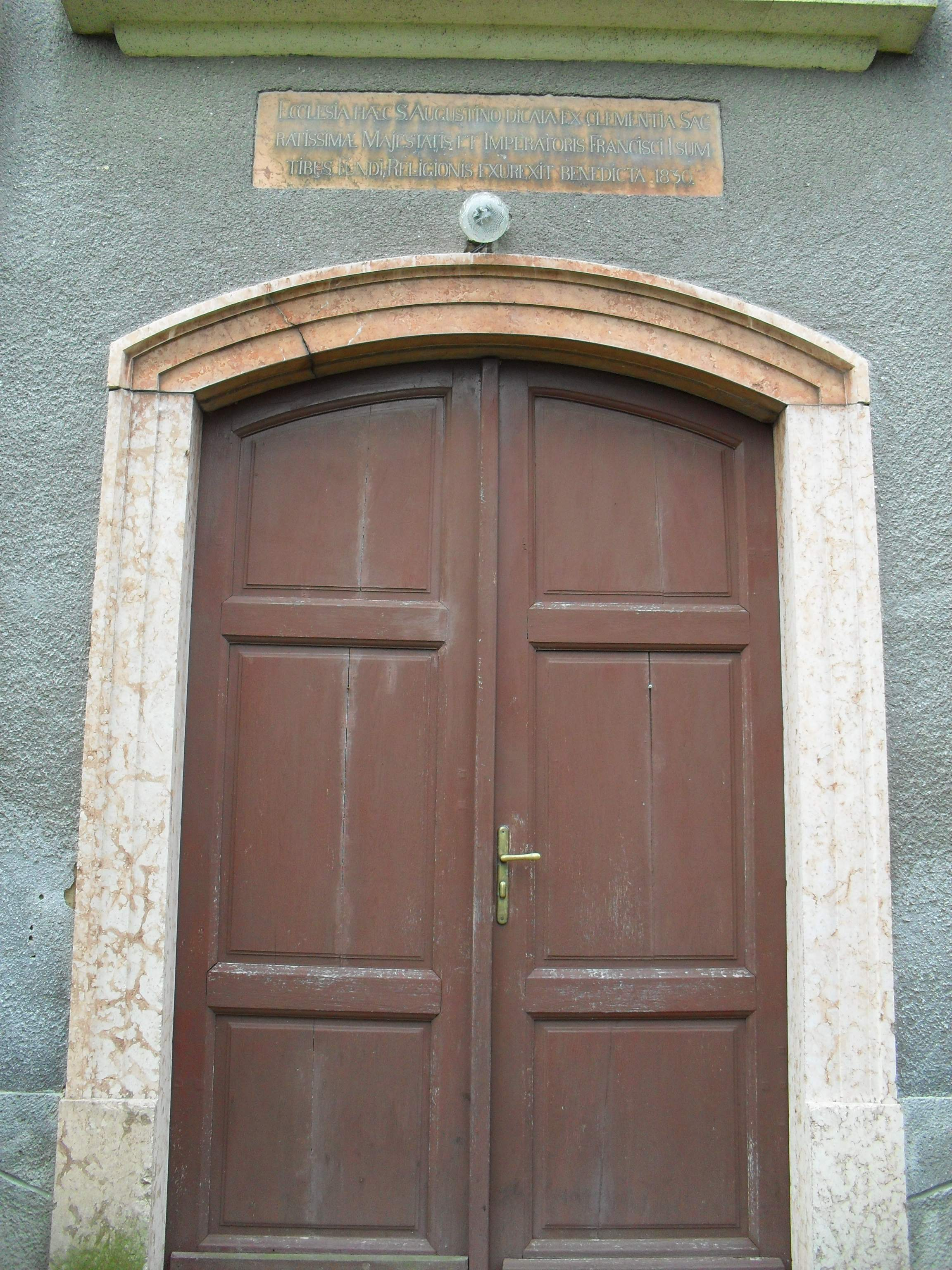
A katolikus templom bejárata
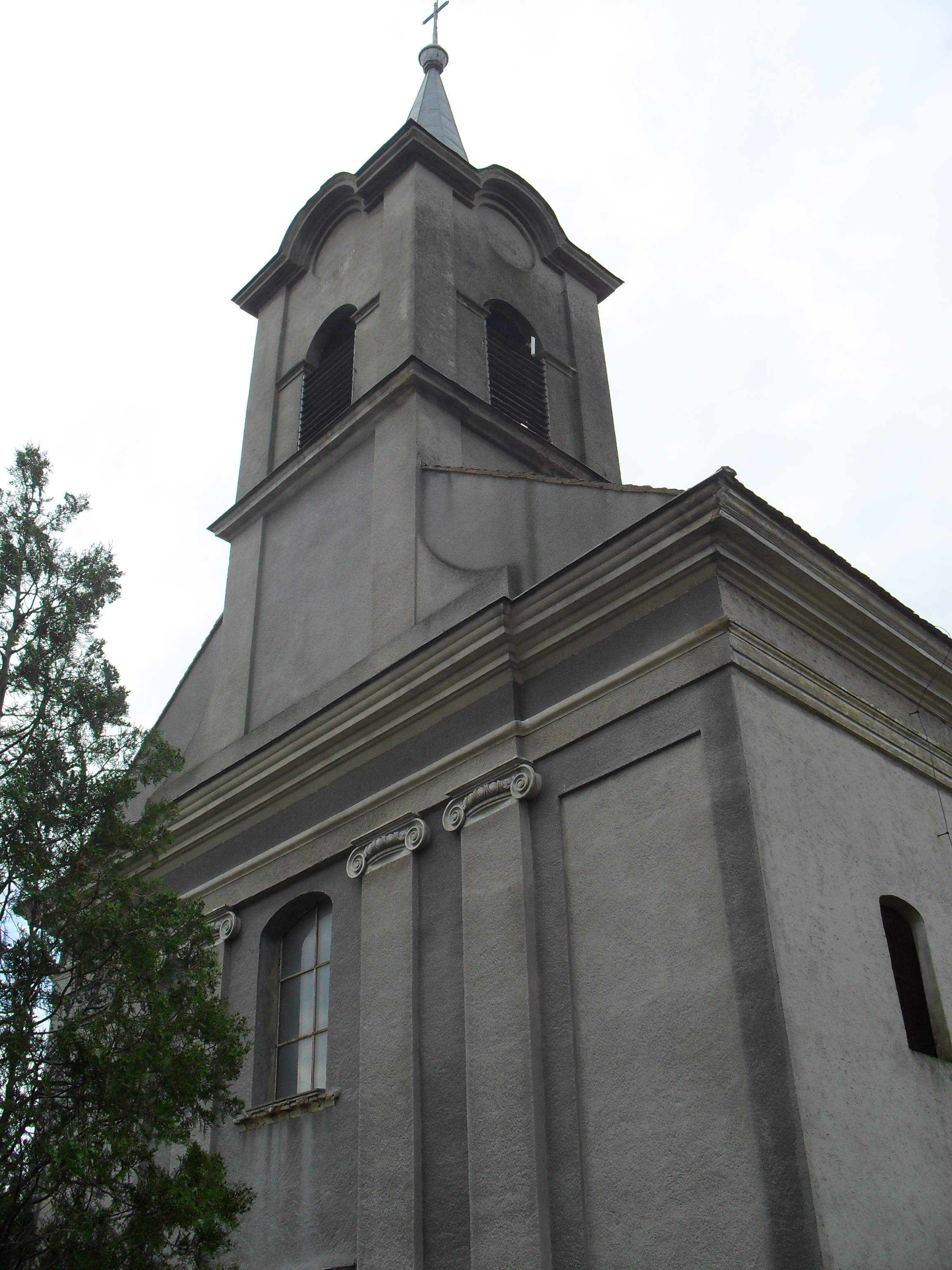
Katolikus templom
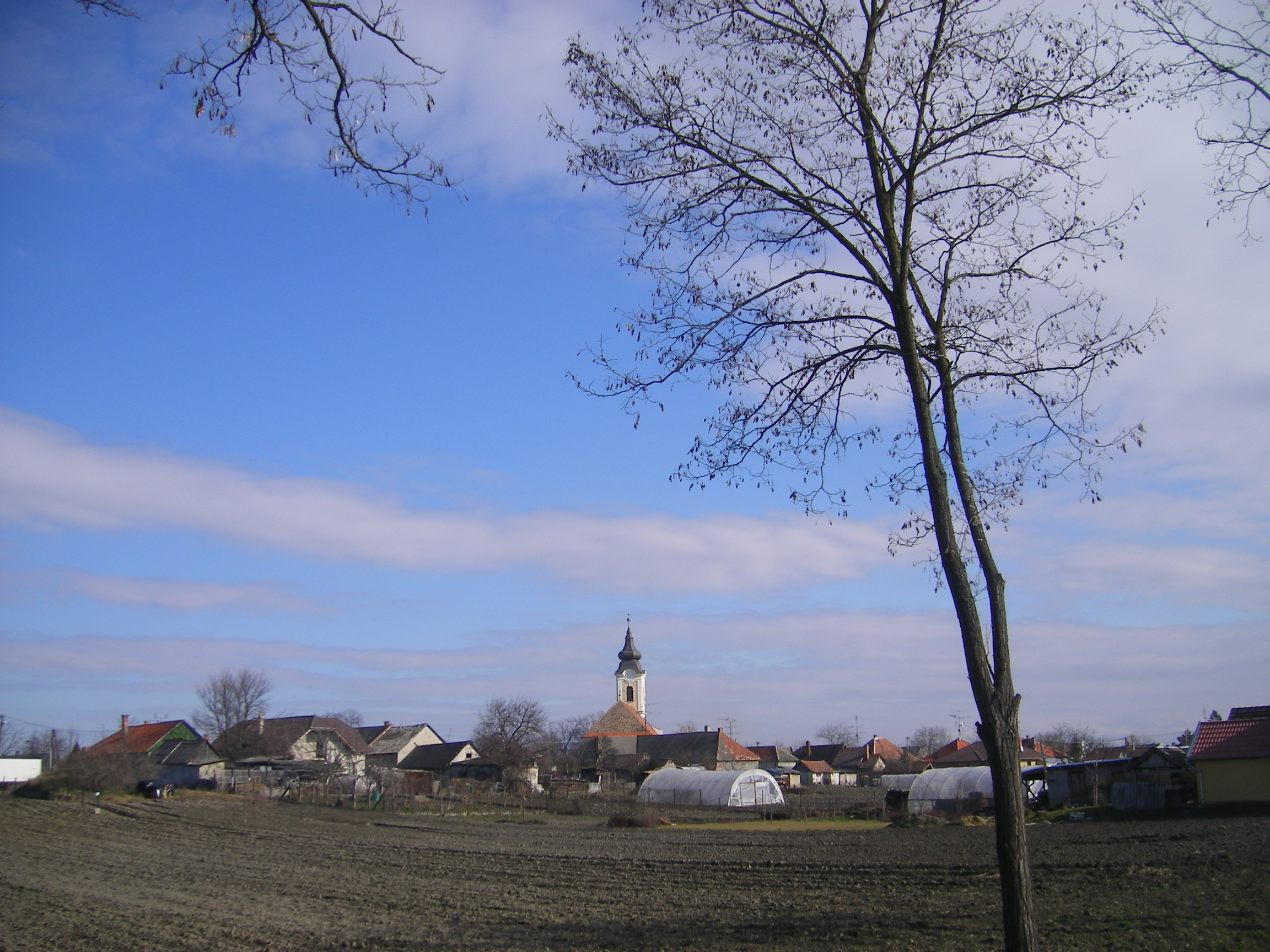
Ekel látképe
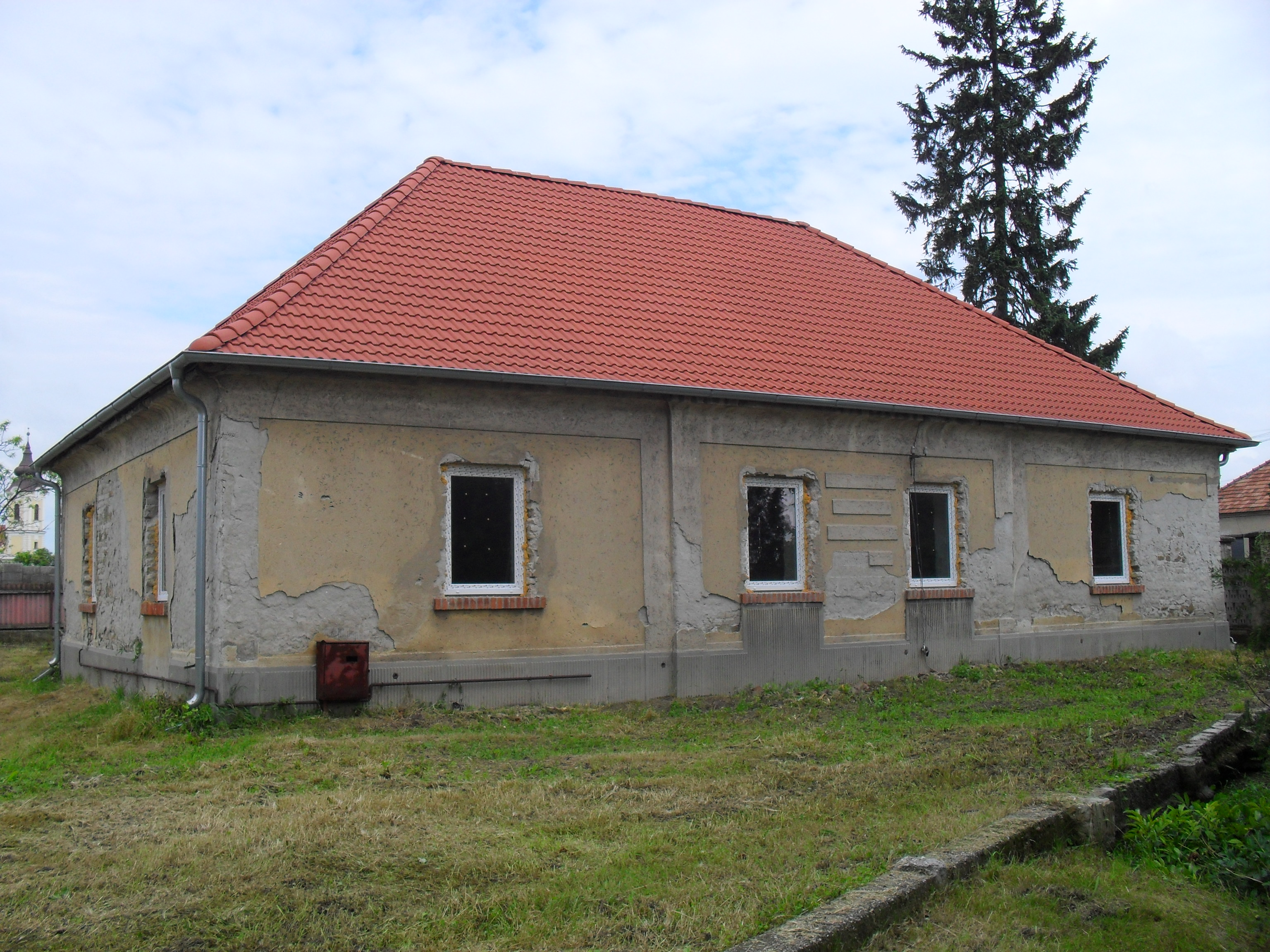
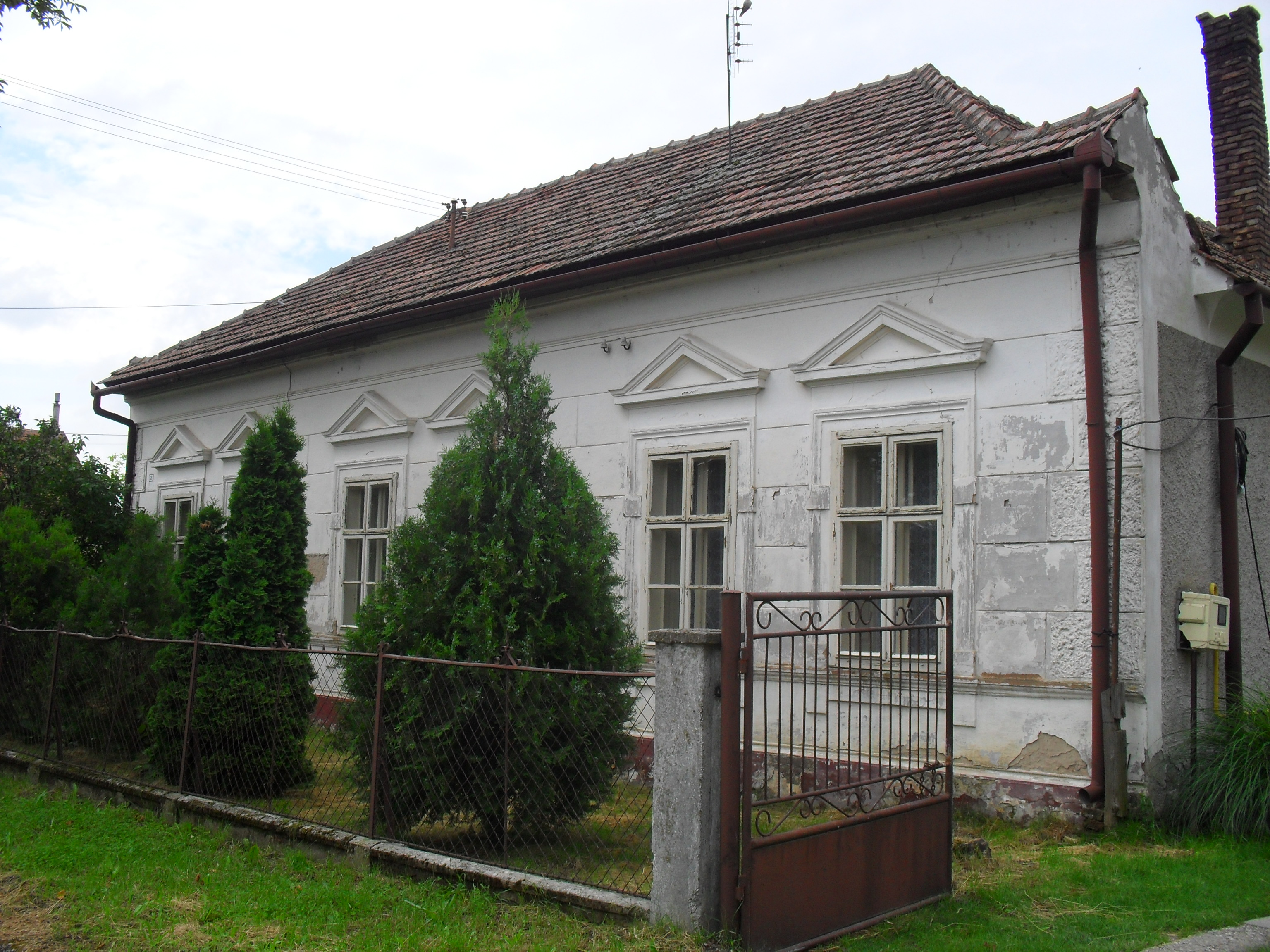
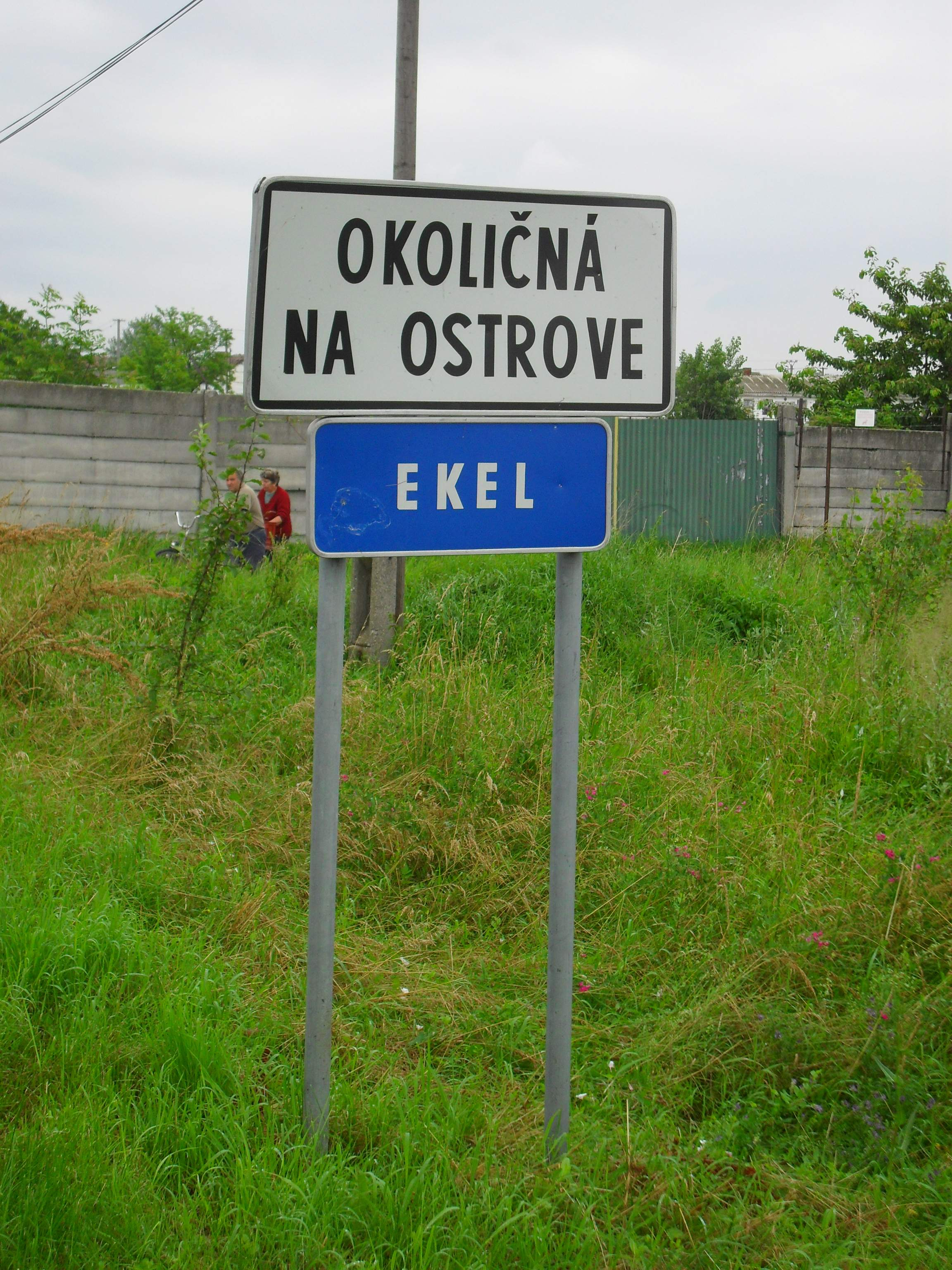
Kétnyelvű helységnévtábla
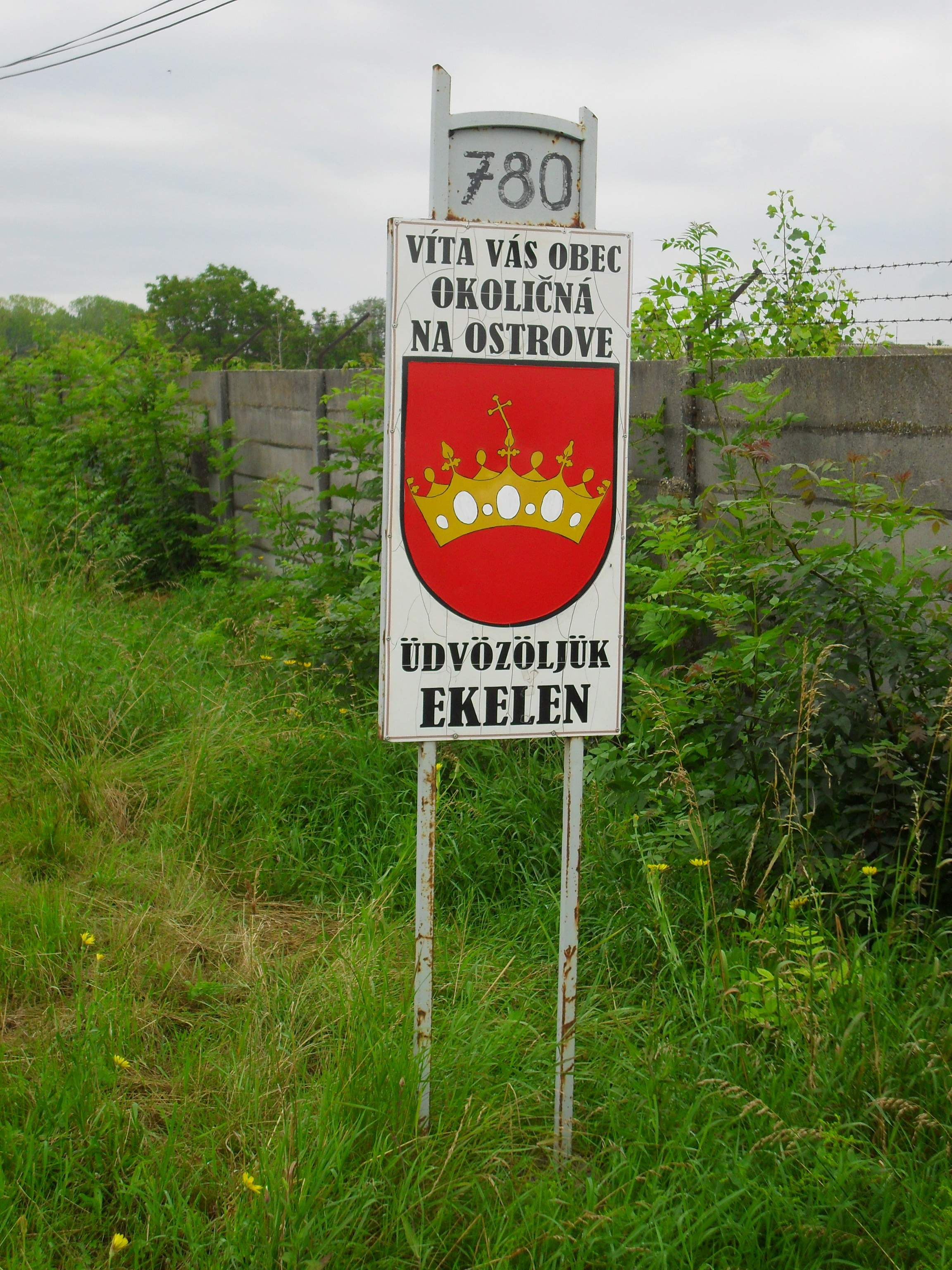
Címeres üdvözlőtábla
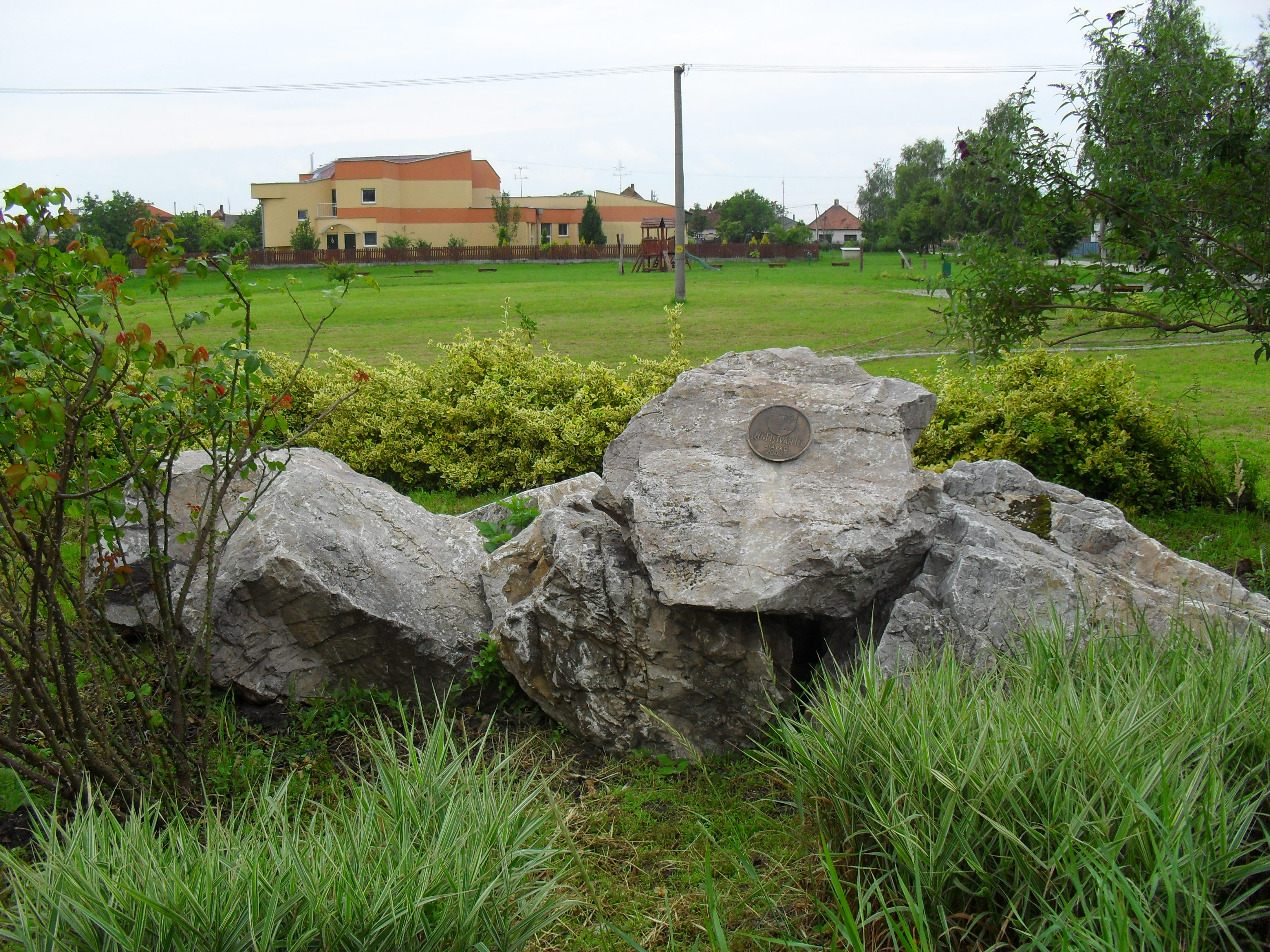
Szent István-tér
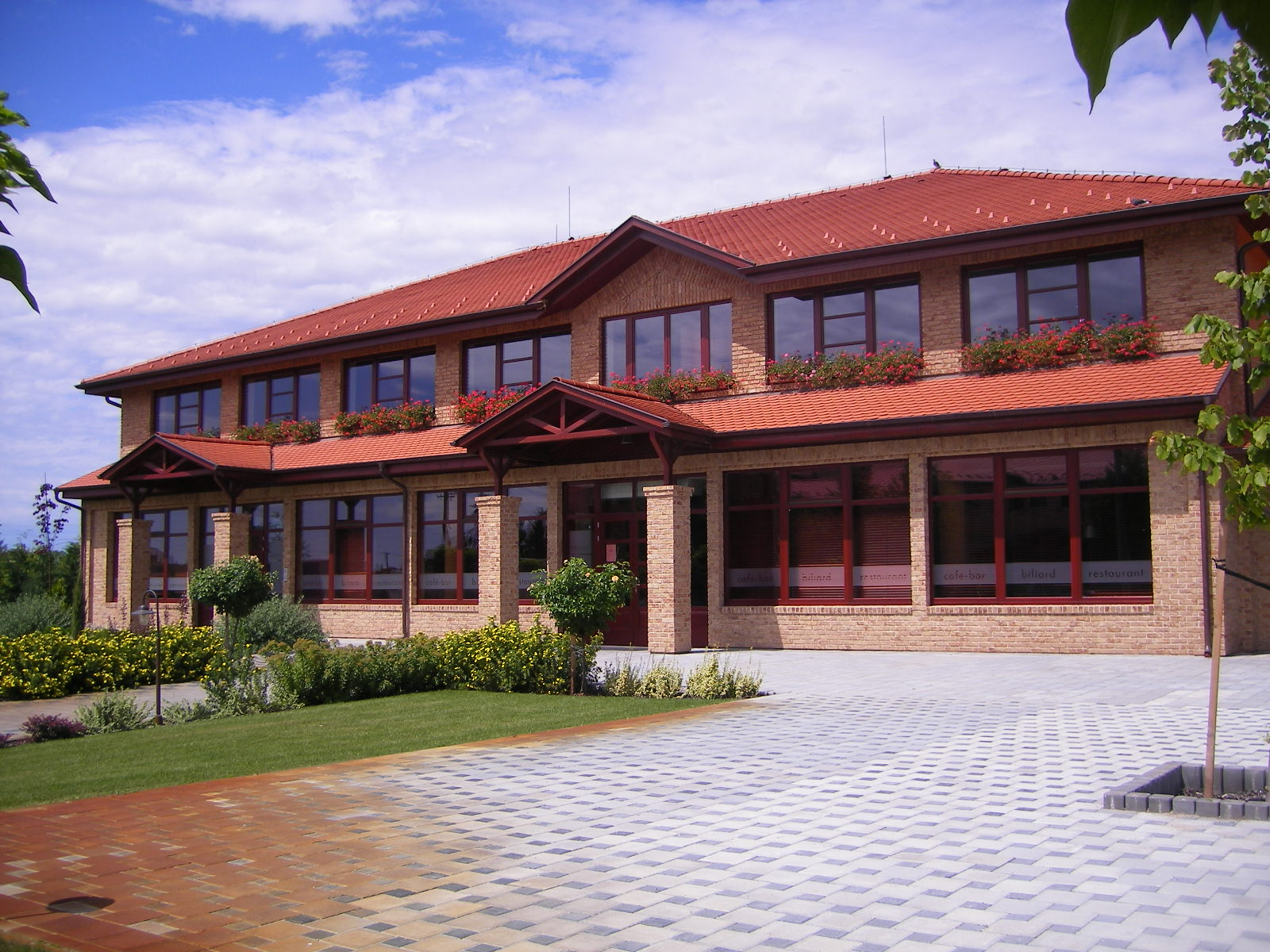
Új épület Ekelen
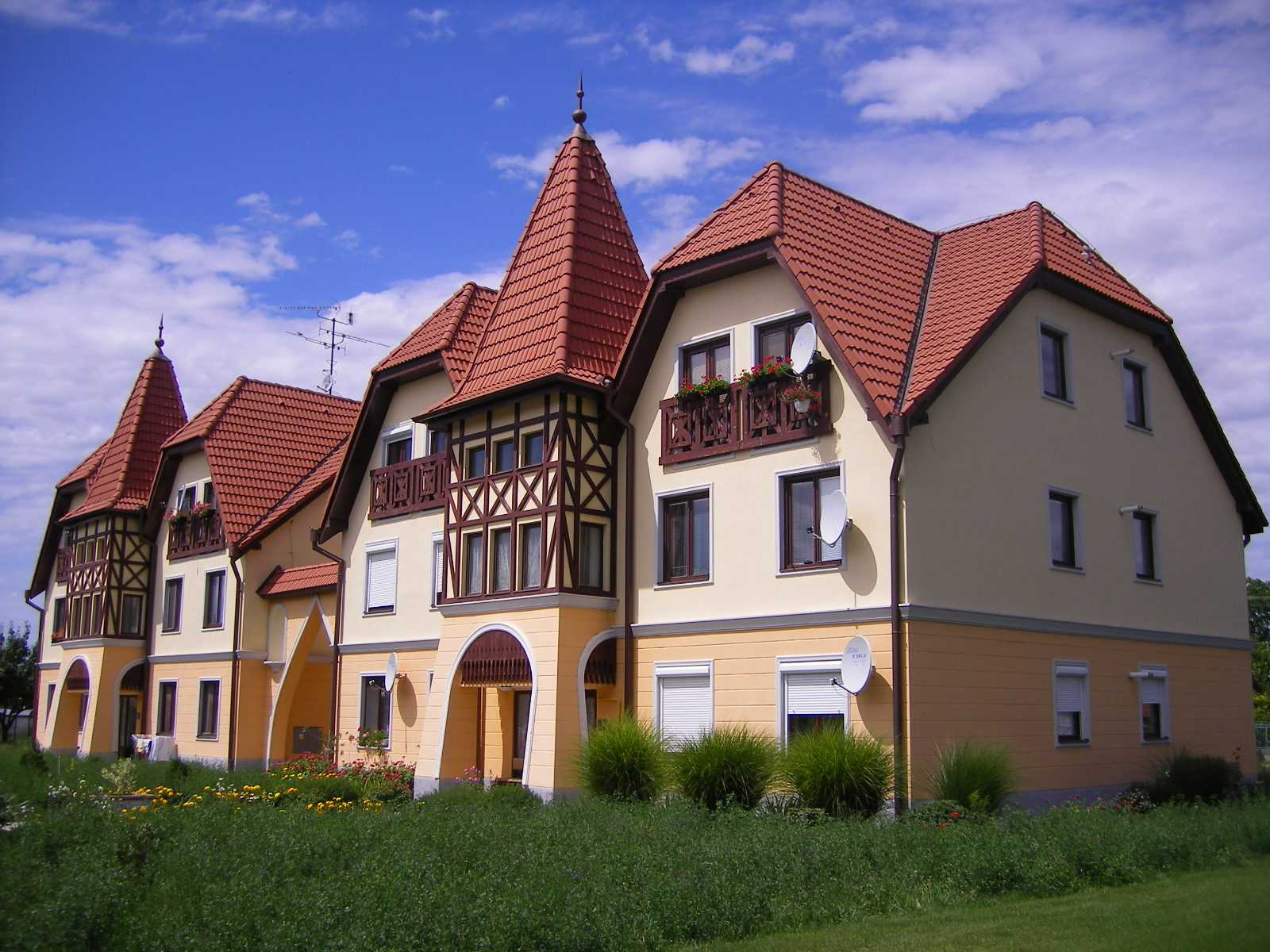
Új bérházak Ekelen
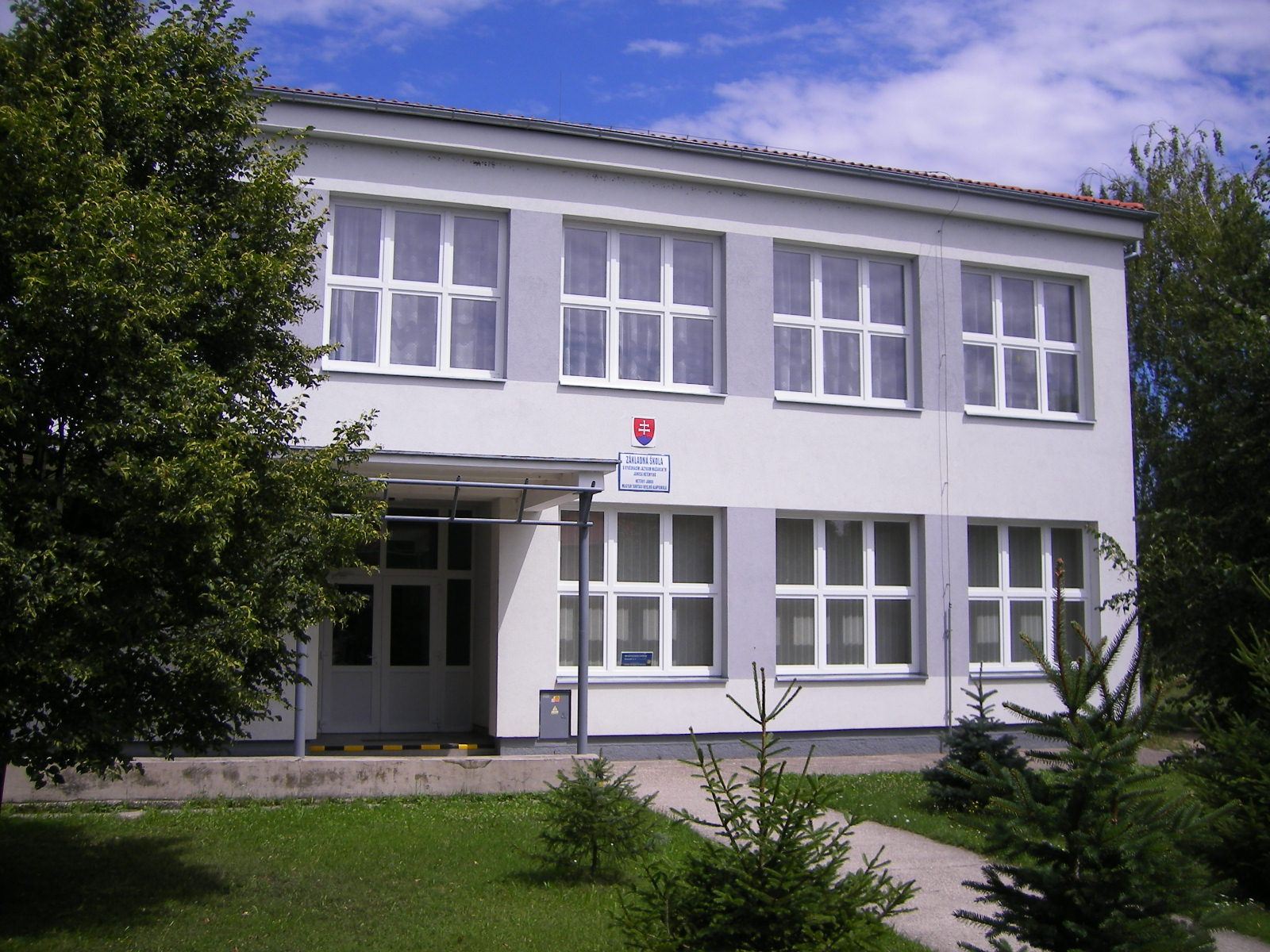
A Hetényi János Alapiskola
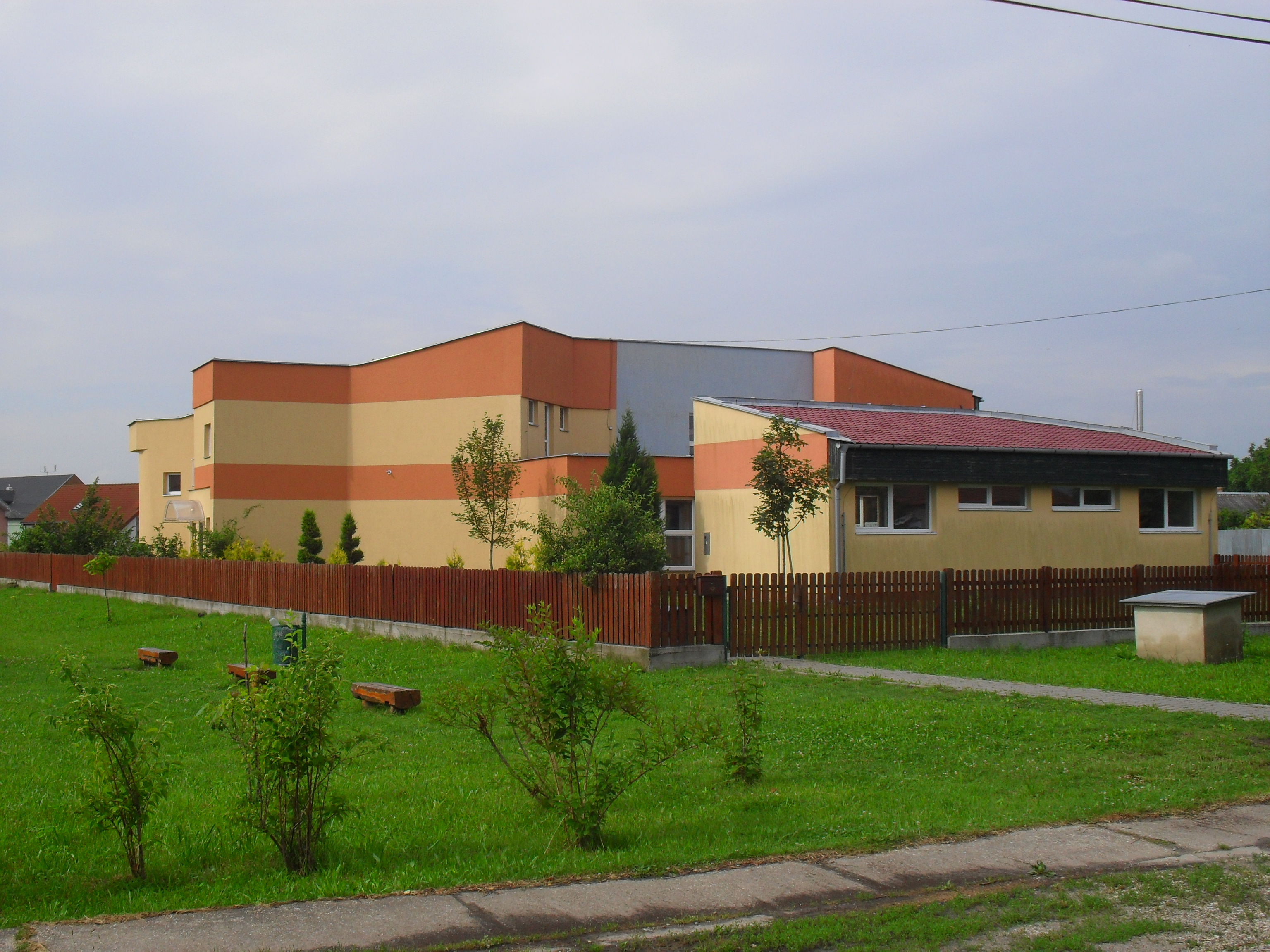
Óvoda
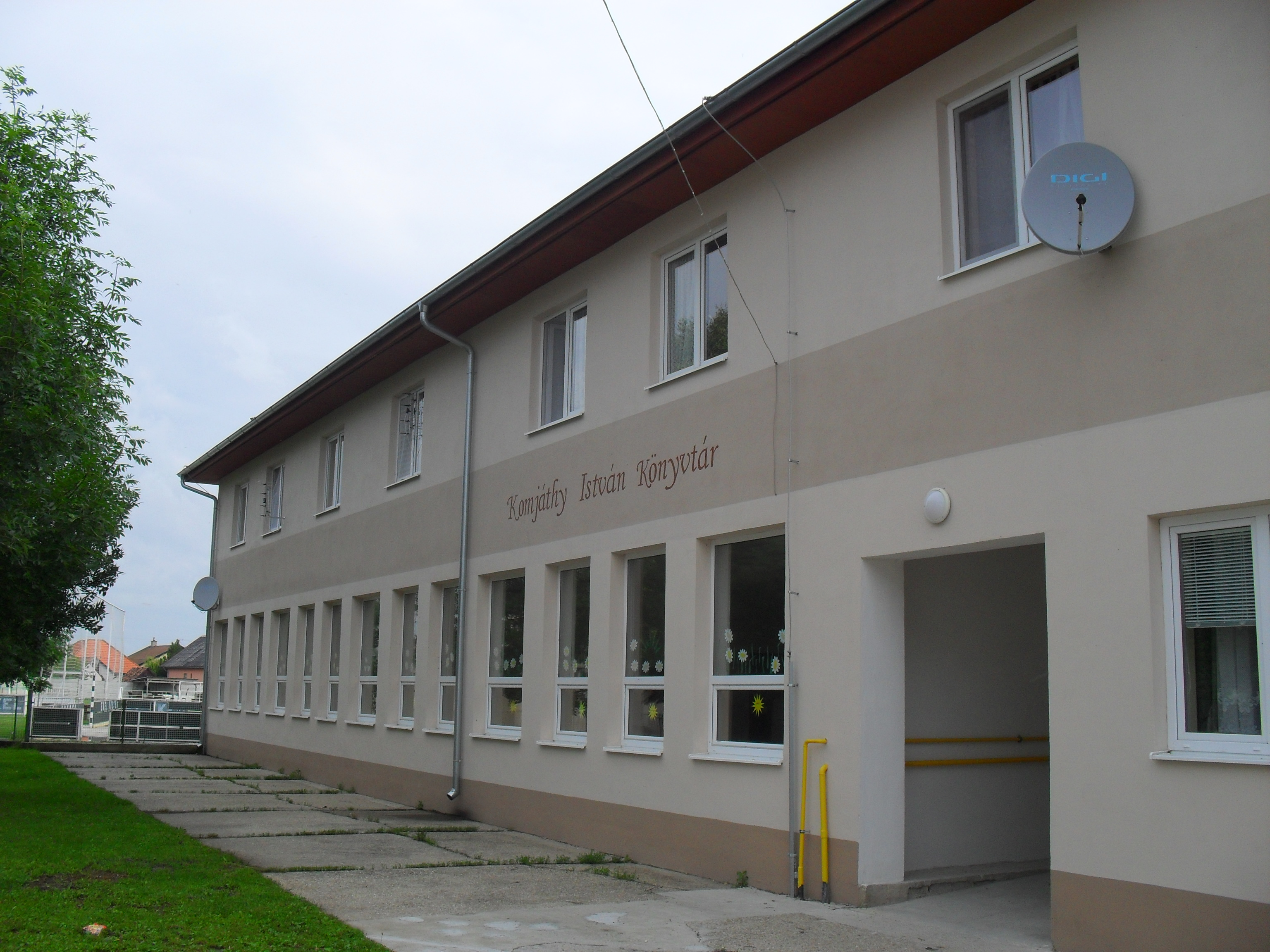
Komjáthy István Könyvtár
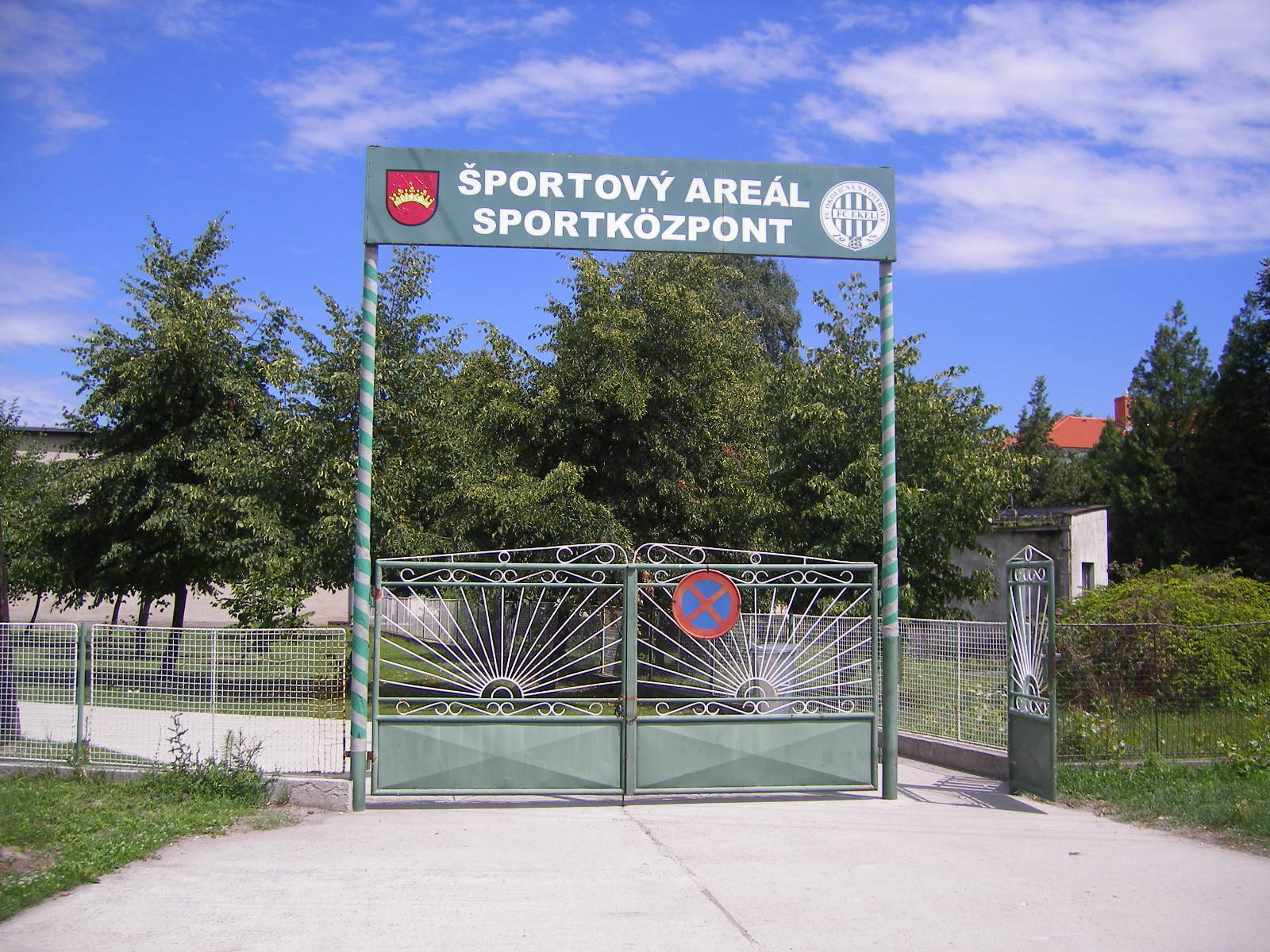
A sporttelep kapuja
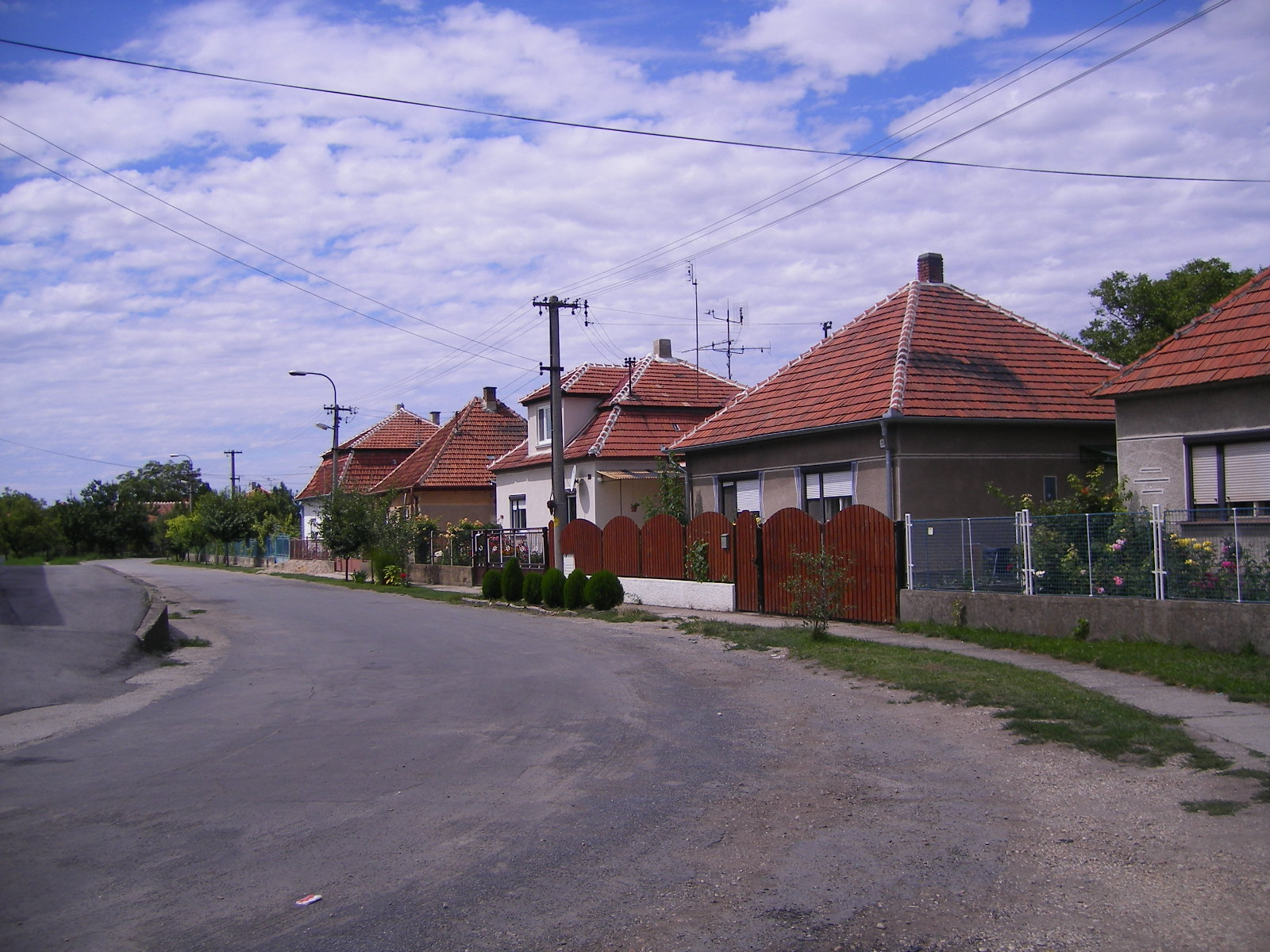
Sport utca
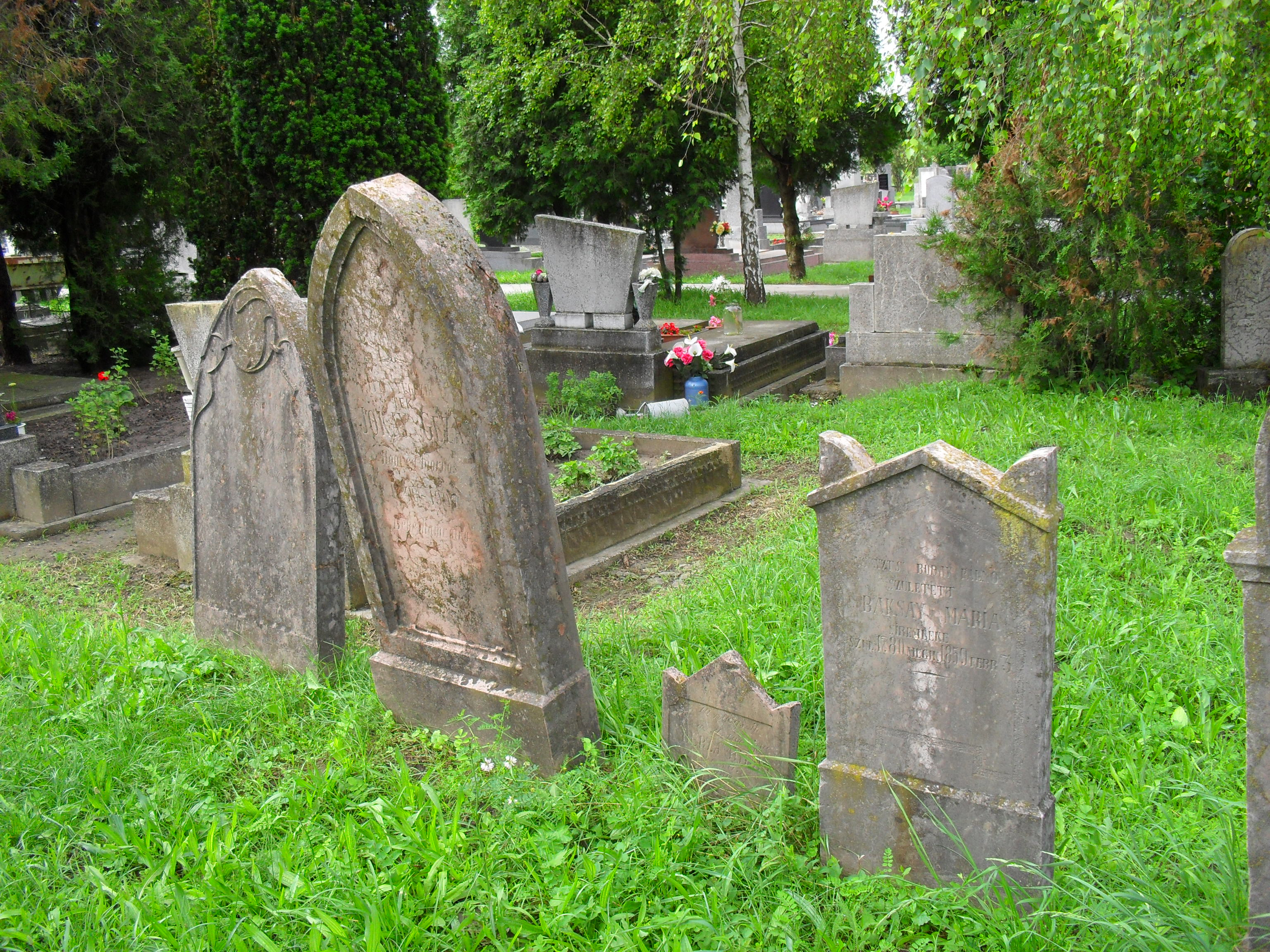
19. századi sírkövek a temetőben
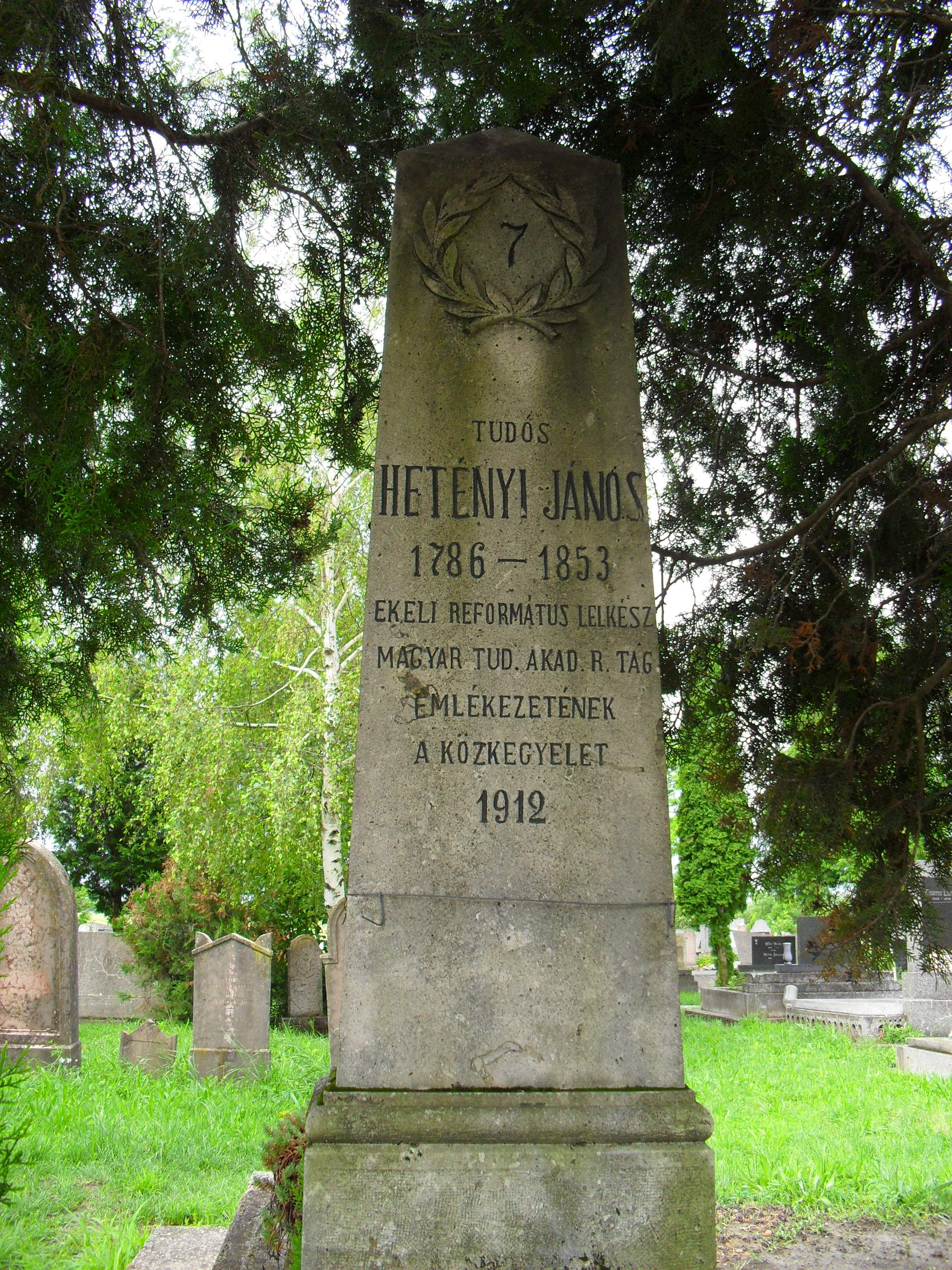
Hetényi János síremléke
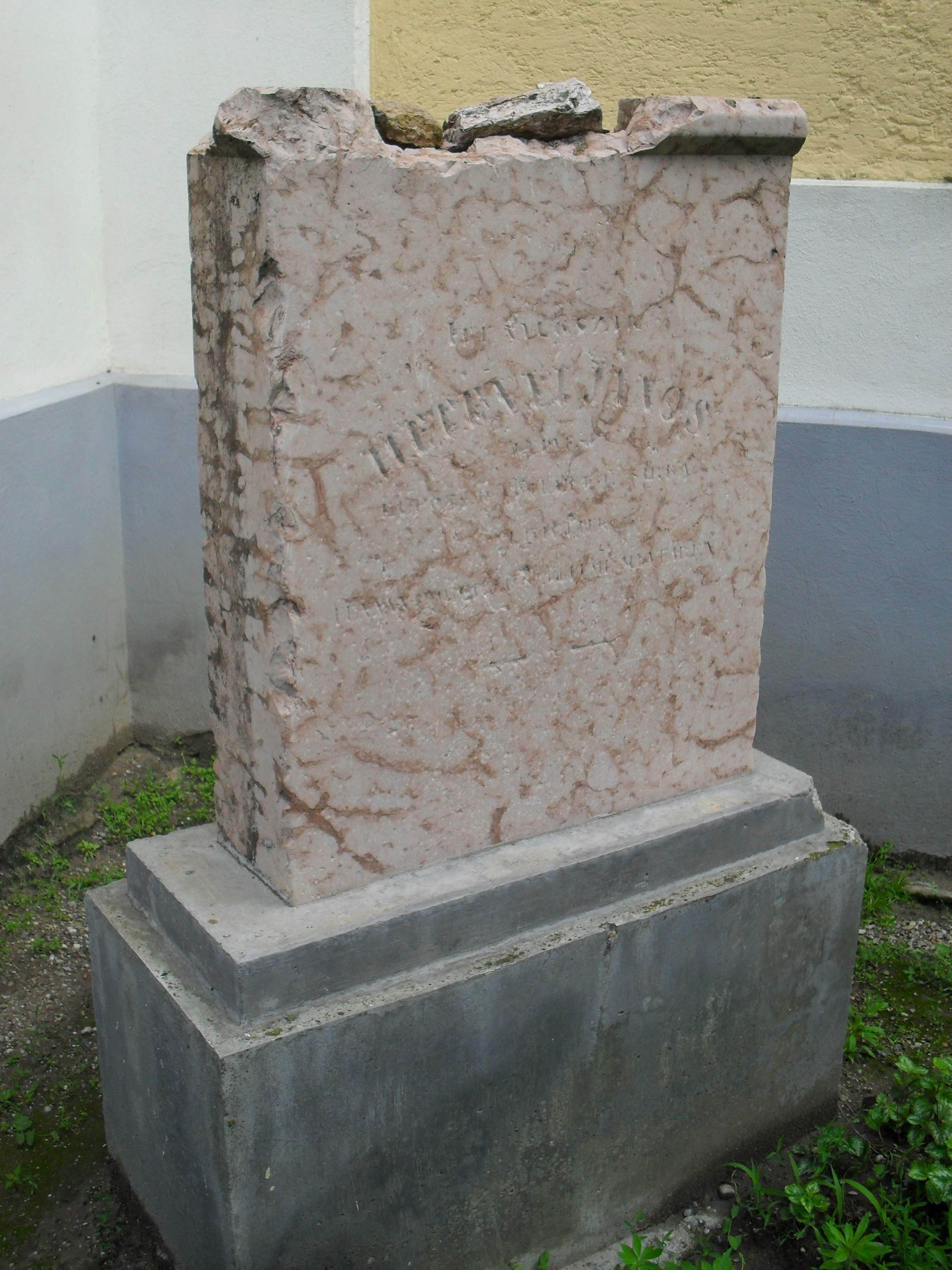
Hetényi János első sírköve a református templom mellett
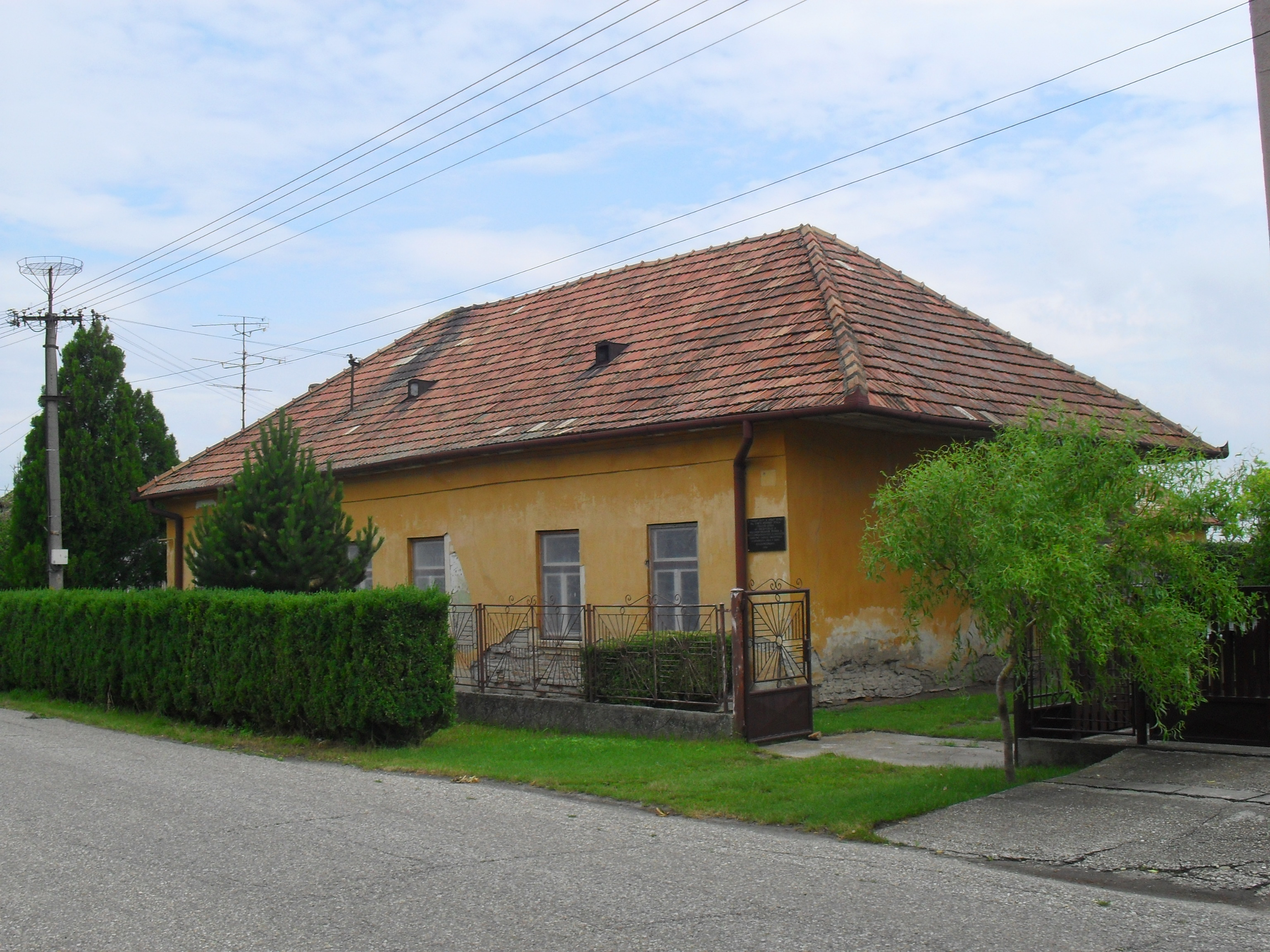
Az egykori Jókay-kúria helyén álló ház
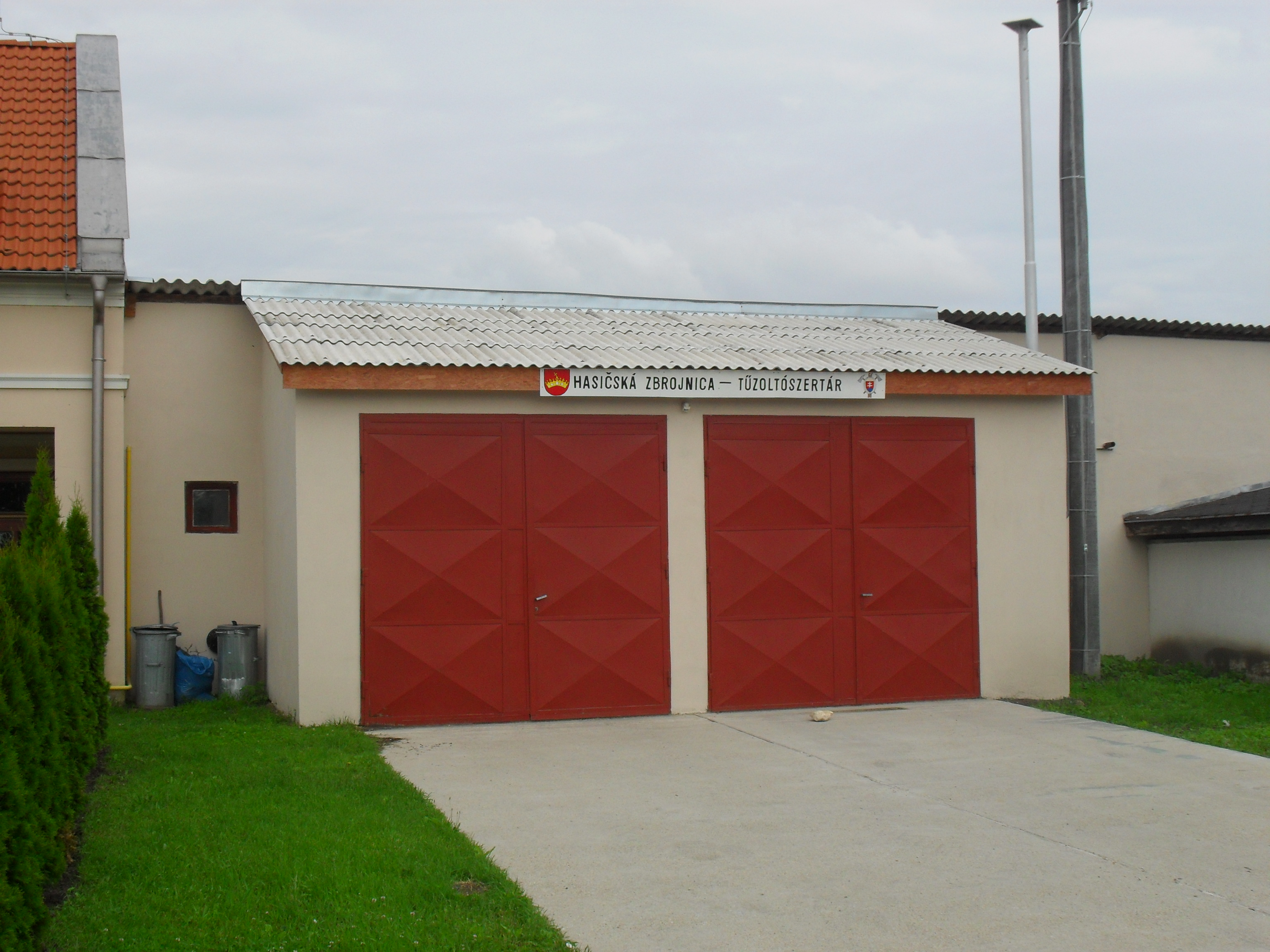
Tűzoltószertár
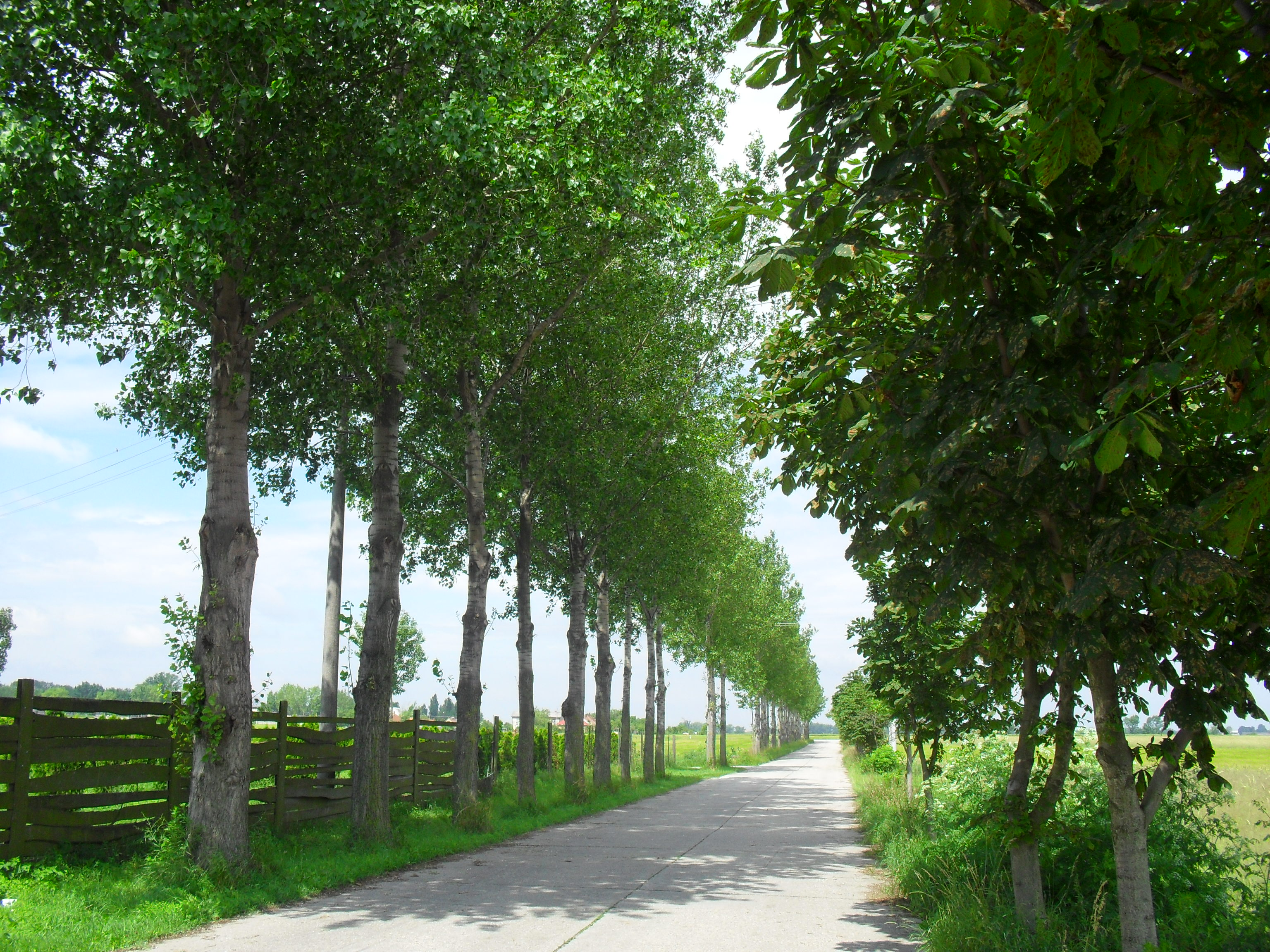
Nyárfasor Ekelen
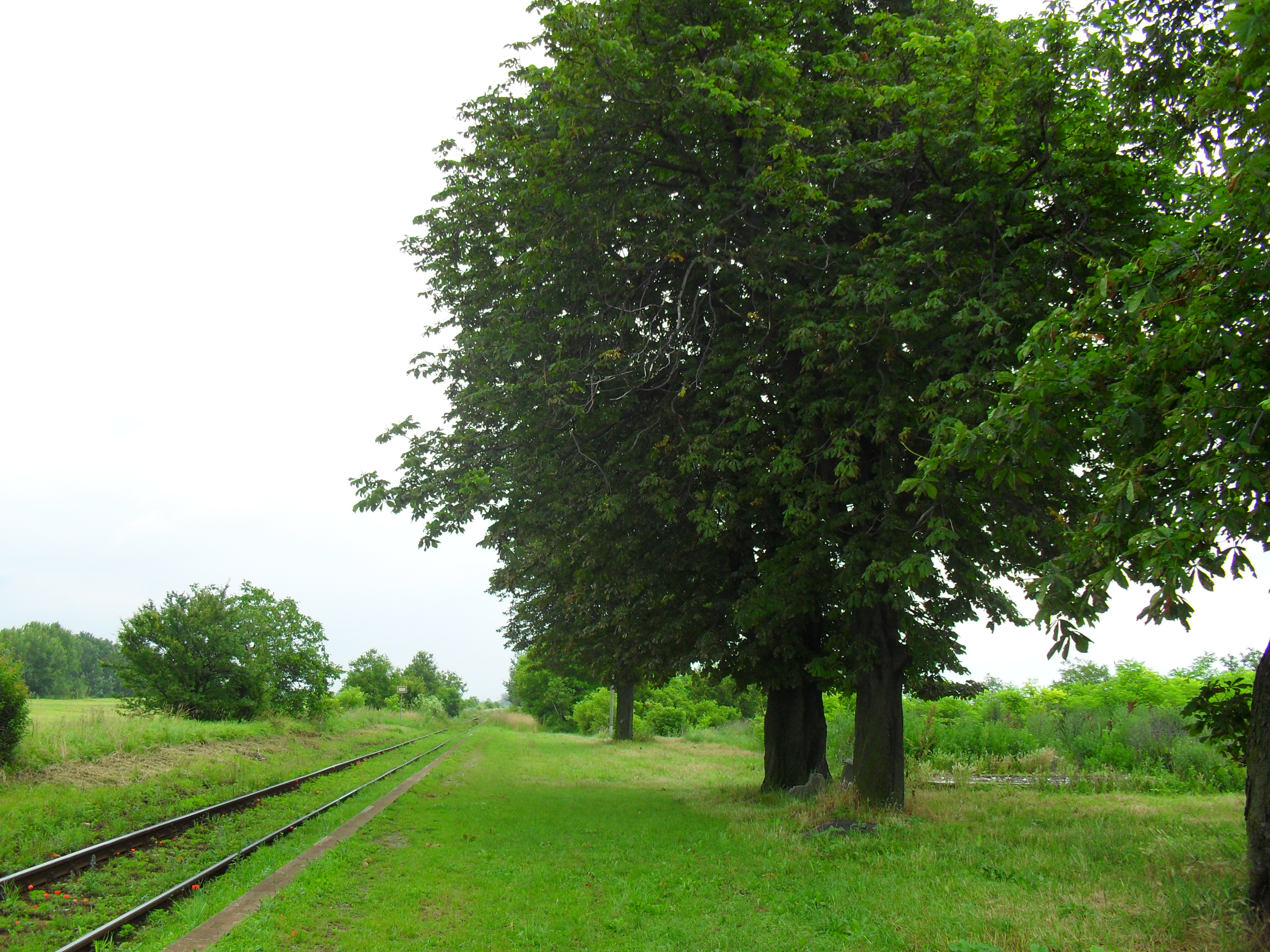
Vasúti megállóhely
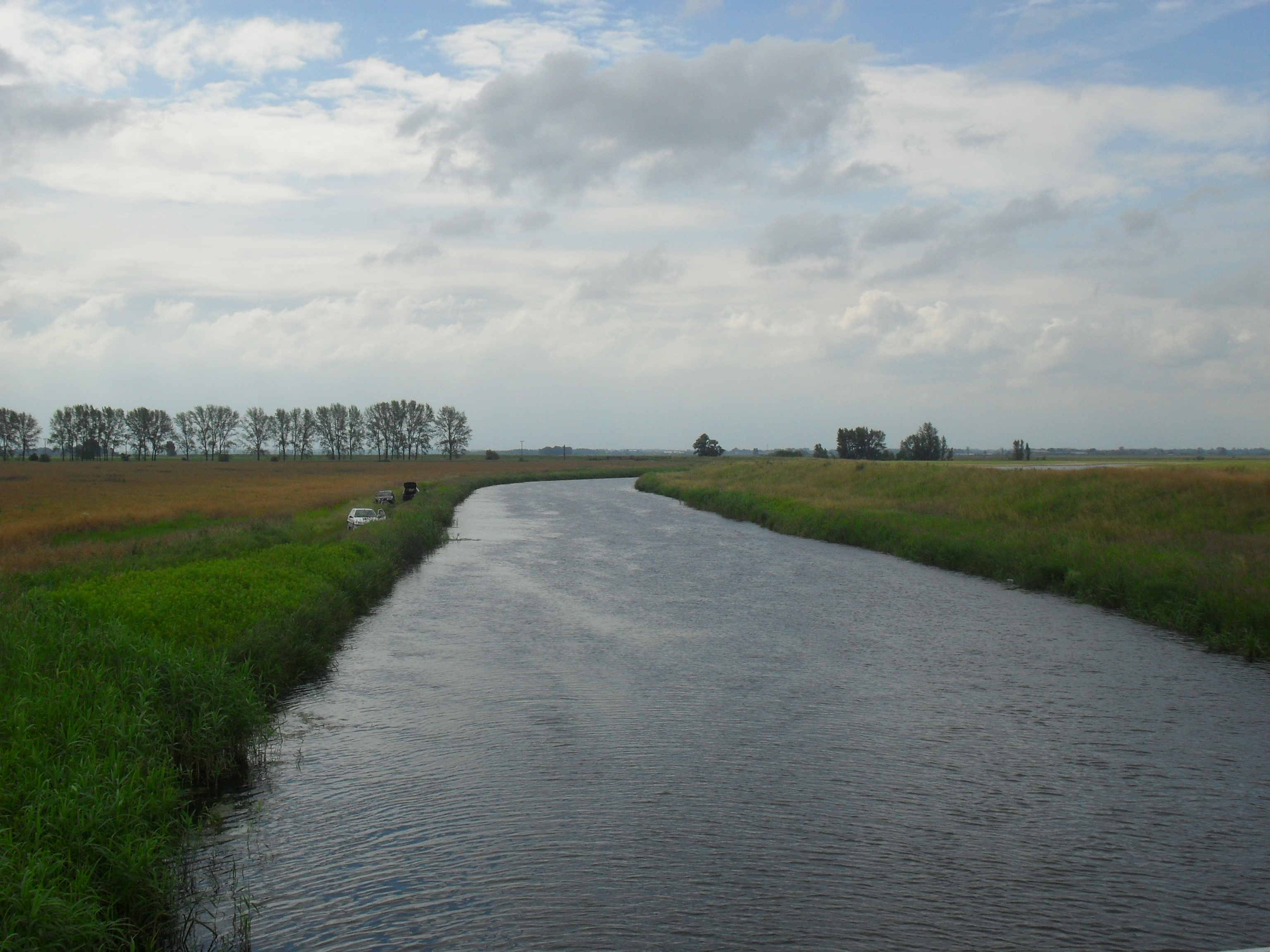
A Komáromi-csatorna a község határában
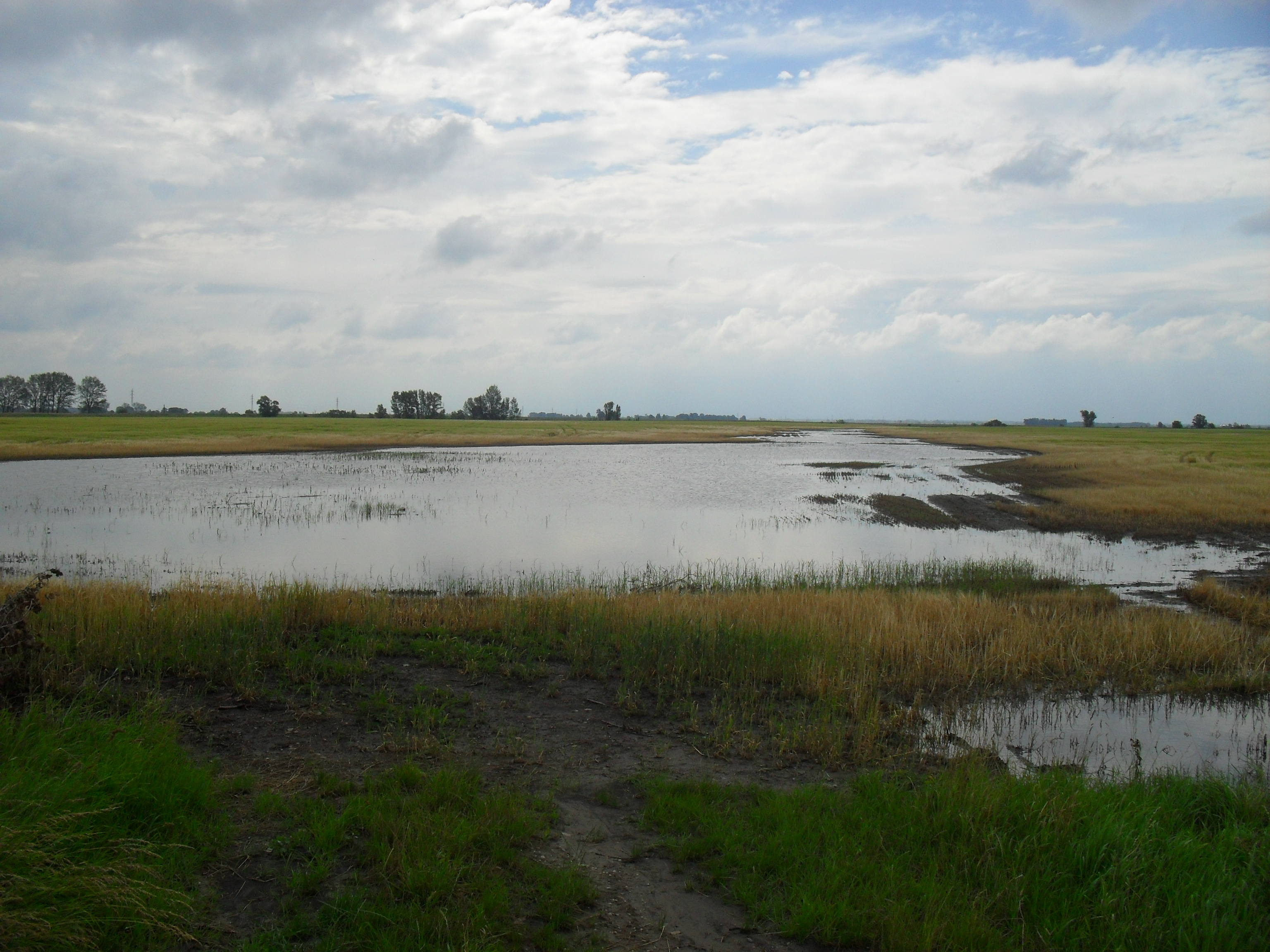
Belvíz a község határában 2010 júniusában
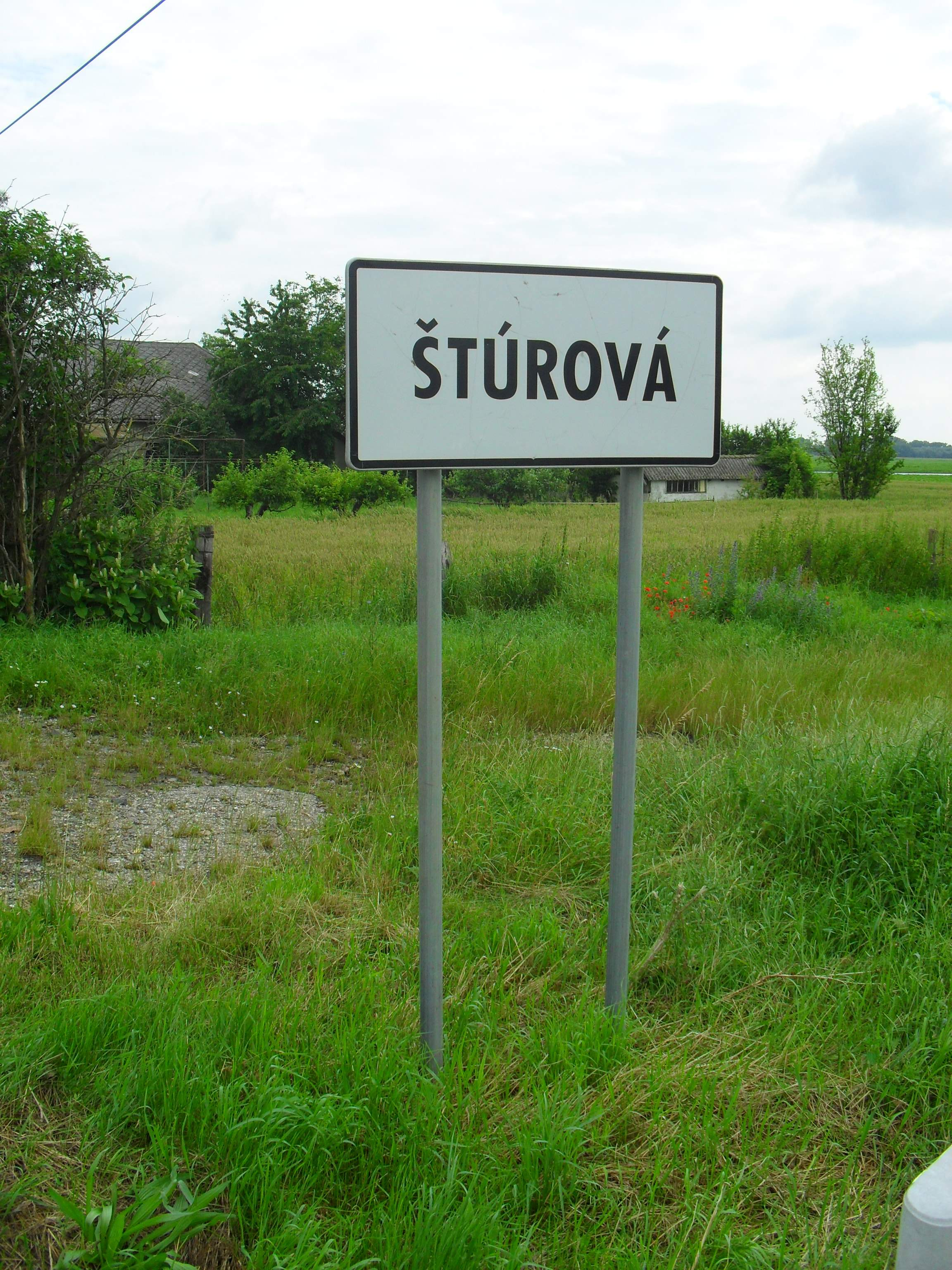
Margitmajor - helységnévtábla
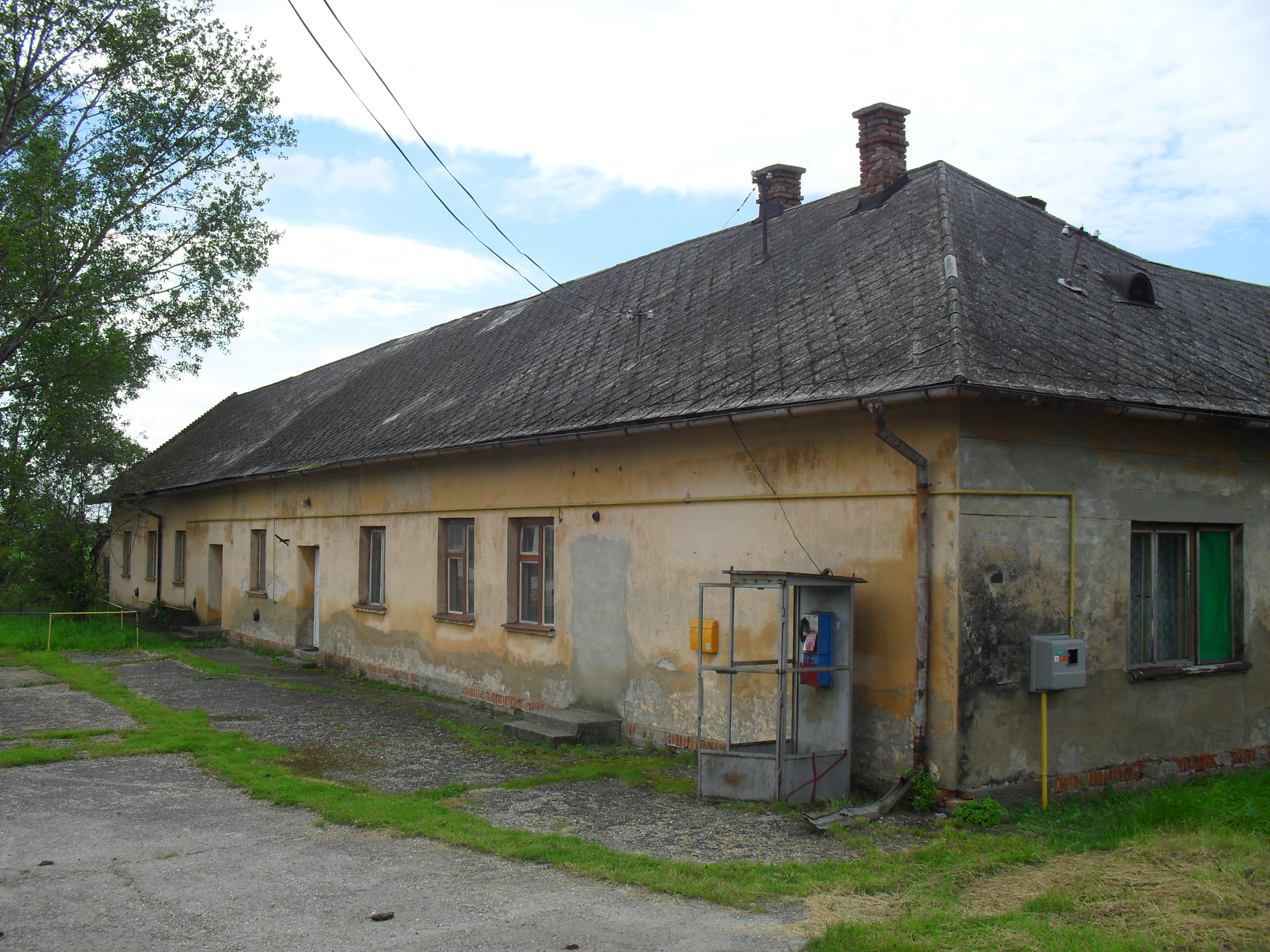
Margitmajor

## Testvértelepülések
- Mocsa (2007 óta)
- Tárkány

### Baráti települések
- Dunaalmás
- Pográny